# クリミナル・マインド FBI行動分析課
『クリミナル・マインド FBI行動分析課』（クリミナル・マインド エフビーアイこうどうぶんせきか、Criminal Minds）はアメリカ合衆国のテレビドラマ。WOWOWでの放送にはこのタイトルが用いられるが、日本で発売されているDVD-BOX及びDlifeでの放送では『クリミナル・マインド/FBI vs. 異常犯罪』（クリミナル・マインド エフビーアイ バーサス いじょうはんざい）というタイトルが付けられている。2005年9月から2020年2月までCBSで放送されていた。
その後、2020年にリバイバル版がParamount+で全10話に渡って配信される事が発表され、2022年7月14日に全10話構成のリバイバル版の製作が、9月にタイトルが「Criminal Minds: Evolution（原題）」となることが正式決定した。1話完結型で描かれたオリジナル版と異なり、リバイバル版では1シーズンで1つの事件を追う展開となる。リバイバル版では、BAUのメンバーたちが、パンデミックを利用して連続殺人犯のネットワークを構築した犯人に立ち向かう姿が描かれる。また新キャストに加え、オリジナルシリーズからデヴィッド・ロッシ役のジョー・マンテーニャ、ペネロープ・ガルシア役のカーステン・ヴァングスネス、ジェニファー・ジャロウ役のA・J・クック、ルーク・アルヴェス役のアダム・ロドリゲス、タラ・ルイス役のアイシャ・タイラー、エミリー・プレンティス役のパジェット・ブリュースターの6名が続役し、ショーランナーを務めたエリカ・メッサーも復帰する。なお、Dr.スペンサー・リード役のマシュー・グレイ・ギュブラーと、マシュー・シモンズ役のダニエル・ヘニーはリバイバル版に復帰しないことが明らかになっている。
本国では2022年11月24日からシーズン16がParamount+で配信されており、既にシーズン17への更新が決定されている。日本ではDisney+で2023年2月22日より「クリミナル・マインド/FBIvs.異常犯罪:エボリューション」のタイトルで配信、WOWOWでは2023年11月4日より「クリミナル・マインド FBI行動分析課：エボリューション」で放送された。
FBIの行動分析課（Behavioral Analysis Unit、BAU）のメンバーたちが、犯罪者たちをプロファイリングし、犯罪心理を読み解き、事件の解決に挑む。番組の始まり（か終わり）に格言を引用する登場人物のナレーションが入る。なおBAUはFBI内に実在する（下記の外部リンク参照）。なお「課」と訳されているが実在のBAUは、「刑事・サイバー・対応及び執行部（Criminal, Cyber, Response, and Services Branch）」の下に位置する「重大犯罪対応群（Critical Incident Response Group）」のさらに下に位置する「捜査及び作戦支援課（Investigations and Operations Support Section）」のそのまたさらに下に位置しており、FBIの組織構成における最小単位である「係（Unit）」の一つに過ぎない。なお本作のBAUは「BAU Section」という架空のFBI長官直轄部署に属している設定になっている。

## 主要人物
デヴィッド・ロッシ
演 - ジョー・マンテーニャ、日本語吹替 - 小川真司（シーズン3 第6話 - 9 第7話）→菅生隆之（シーズン9 第8話 - ）
出演：シーズン3 #6 -
生年月日:1956年5月9日。FBI監督特別捜査官（Supervisory Special Agent、略称SSA、特別捜査官より二つ上の階級）。通称 : 伝説のプロファイラー。フルネーム : デヴィッド・スティーヴン・ロッシ、愛称 : デイヴまたはデイヴィー。ギデオンとはBAU以前のBSU時代から親友。ギデオンと共にBAUの創設者。ギデオンとは親友であり、ホッチナーの師。「チェスができるんですか！？」と驚くリードにロッシは「君の前は、誰が相手したと思ってるんだ！」と言う台詞から、過去にギデオンとチェスをしていたと思われる。ギデオンと同様に料理という共通の趣味を持つ。FBI入局前は海兵隊の最上級曹長（Sergeant major）で、ベトナム戦争での従軍経験があり、負傷して帰国、名誉負傷章を授与されている。1997年に引退した後は著作や講演会、コンサルタント業で活躍しながら財を成した成功者だが、ギデオンが辞めた後のBAUに彼の後任として自ら志願、10年ぶりに現場へと復帰する。ホッチには「デイヴ」と呼ばれる。見た目は紳士然とした品の良さだが、性格及び手段は時折過激で、仲間を驚かせることもしばしば。かなり几帳面で、プレンティスによるとメモをとる際もペンの色を使い分けているらしい。3回の離婚経験があり、その件に関して問われた際「女に関して発言する資格は俺にはない」と答えた。かなりの資産家であり、大規模なパーティを催せる広い庭付きの豪邸に住んでいる。また捜査の過程で容疑者が参加している可能性が高いポーカー大会へ潜入する必要が生じた際には、その参加費用5万ドル（500万円相当）の支出をFBI本部に拒否されてしまったため、メンバーらに煽られて私財から5万ドルを提供している。二番目の妻ヘイデンとの間に娘ジョイ、ジョイの息子である孫カイ、またいずれかの妻の連れ子で義理の息子がいる。
著書や講演にて多くのファンを獲得しており、JJをはじめ彼の影響によってFBIを志した者もいる反面、シーズン4「死の数列」に登場したロスチャイルド教授など、犯罪に駆り立てられた者も存在した。
時折自身を古いタイプの人間だと表現する事があるが、シーズン6第5話「安全地帯」にて、犯人の名乗った「ニコ・ベリック」を人気ゲームグランド・セフト・オートIVの主人公の名前だと指摘するなど、意外な知識もある。また退勤後に家庭用ゲーム機でアシュレイとレーシングゲームをプレイしているシーンがある。
復帰当初は以前と違うBAUに戸惑っていたが、豊富な経験と知識の深さから何事にも柔軟に対応し、チームの頼れる存在になっていく。その内面では20年前に自分が遭遇した未解決事件を夢にまで見るほどに深く引きずっていた。事件当時幼かった被害者家族たちを影から支援しながら、21年目を数えまいと単独で捜査を続けていたが、シーズン3「20年目の決着」にてチームメンバー達の強引な協力を得て、ついに真相に辿り着き、犯人を逮捕。自身も呪縛から解放され、BAUメンバーとしての結束も高まった。
シーズン7第5話「母と子」にて、かつて離婚した最初の妻キャロラインと再会。最初は復縁を望まれているのかと思ったが、重病で余命がなかったキャロラインは自分の苦痛を終わらせるため、デヴィッドに自殺幇助を頼んできた。だがロッシが断ると、その答えを予期していたキャロラインは自ら薬の過剰摂取によって、ロッシが看取る中息を引き取った。キャロラインは、かつて2人の間に生まれたが同日に亡くなった息子ジェイムズ・デヴィッド・ロッシの墓の隣に、キャロライン・ベイカー・ロッシの名で葬られた。またシーズン10第9話で、ロッシの二番目の妻ヘイデン・モンゴメリーが、ロッシも知らないうちに生んでいた、彼の娘であるジョイ・ストラザースと出会い、孫も生まれていることを教えられ、会いにいっている。
シーズン10第13話「ギデオンの遺言」では、70年代後半に発生した連続女性殺人の犯人で、その正体を突き止めたギデオンをも殺害したドニー・マリックを追い詰め、対峙したドニーに「FBIを2人も殺せば伝説になる」と挑発、自らの手で射殺している。
チーム内のパイプ役として動き、ホッチとモーガンが衝突したり、対テロリズム部門とは勝手の違う仕事にトッドが苦悩した際、さりげなく彼らに接して問題を処理する姿が見られる。言わば、ホッチの補佐役である。ホッチの息子・ジャックのサッカー教室の話題にも興味を示し、独自のフォーメーションを作成してホッチに提供。休日の朝には二人でコーチ・アシスタントとして参加している。
若い頃にストラウスと交際していた時期があり、彼女が殺害された際には遺族への告知を行った。
MLBのシカゴ・カブスファンという設定である。これは局内でロッシが使用するマグカップにカブスのロゴがデザインされている、犯人からロッシへのメッセージとしてカブスの選手のベースボールカードが送りつけられるなど随所に見られる。因みにロッシを演じるマンテーニャもカブスが制作したドキュメンタリー映像に「俳優/ファン ジョー・マンテーニャ」とクレジットされる程のカブスファンである。
ジェニファー・ジャロウ
演 - A・J・クック、日本語吹替 - 園崎未恵
出演：シーズン1 - 6 #2、 #18、7 - 10 #23、11 #7 -
FBI監督特別捜査官。愛称はJJ。連絡調整及び渉外担当。事件の詳細をマスコミに公表したり、または止めたりと情報操作を受け持ち捜査をサポートする。また、次にBAUが扱う事件を選定する。リードとは姉弟のような関係で、彼を「スペンス」と呼ぶ。
シーズン2「消えた女子高生」において、ペンシルヴェニア州出身であり、高校女子サッカー副キャプテンを務め、奨学金で大学に進学したことが明らかになる。シーズン3で刑事ウィリアム・モンテーン・ジュニアとの交際と妊娠が発覚、シーズン4では産休を取り、1児の母となって戻ってくる。陣痛が始まった時は丁度リードの過去に纏わる事件の最中だったが、弟のように思うリードを助けようとまだ頑張ろうと堪えていた。しかし、陣痛に気づいたガルシアに連れ出され無事に出産した。リードとガルシアを愛息ヘンリーの後見人に指名した。復帰直後に事件に直面した頃はまだウィルや息子との距離が辛く、娘の生還を願う女性にシンクロしてしまい、霊能者と称する男に手掛かりを求めていた。事件解決後にロッシから霊能者に助言を求めた過去を聞かされ、霊能者などの類を信じても良いが、捜査で頼ると家族にとって最も辛い結果をもたらす事になり得るのだと悟る。
シーズン4第15話「コピーキャット」でロッシがシリアルキラーの話に群がる人々に辟易した時、大学4年の頃、進路を決めかねていたが2冊目の本のプロモーションで現れたロッシとの会話でアカデミーに入る決意をし、FBIの現在の自分がいる事を彼に打ち明けた。
シーズン5第13話「リスキーゲーム」にて、姉がいたことが分かった。JJが11歳の時に自殺したことをホッチに打ち明けている。
シーズン6第1話「暗闇王子」での活躍をきっかけに、アメリカ国防総省（ペンタゴン）から防衛関係の連絡・交渉係への昇進オファーを再三受けていたが、BAUに残りたいという意志が固く、密かに断り続けていた事が第2話「JJ」にて発覚。しかし最終的に国防総省からの強い要請に逆らえず、惜しまれながらBAUを後にするが、イアン・ドイル事件におけるプレンティスの危機には一時、BAUへ協力（シーズン6第18話「もう一人のプレンティス」）。さらに最終話では復帰することをロッシに告げた。
シーズン7にてBAUに復帰。広報担当からプロファイラーに昇進した。自販機でスナック菓子をよく買っており、プレンティスから「チーズスナック」と陰であだ名をつけられている。
シーズン9第14話「200」で、クルーズと共にディボン・アスカリという男に拉致される。この際に、国防総省時代にストラウスやクルーズと共に中東で極秘任務にあたっていたことが明かされる(この時に彼女が妊娠していたことも明らかになった)。渉外担当としての国防総省への異動というのは表向きで、極秘任務のための異動だったことが判明する。アスカリらテロ組織が国務省へのデータベースにアクセスするために必要なセキュリティコードをJJとクルーズが知っていたために拉致され、セキュリティコードを言うまで拷問にかけられる。アスカリに殺されそうになるも、ぎりぎりのところでBAUメンバーやインターポールから駆けつけたプレンティスによって助けられた。
シーズン10最終話の事件解決後に2人目の妊娠が発覚し産休に入るが、シーズン11第7話より復帰している。
ペネロープ・ガルシア
演 - カーステン・ヴァングスネス、日本語吹替 - 斉藤貴美子
出演：シーズン1 -
FBI特別捜査官（プロファイラーではなく、テクニカルアナリストである。バッジナンバーは00190）シーズン3時点で30歳。コンピュータネットワークを駆使し、事件解決のヒントとなる様々な情報を提供する。ハッキングもお手のもの。捜査のリアルタイム情報源として多大な役割を担っている。基本的に内勤で、自らの専用コンピュータ室を持つが、シーズン6でJJが異動となってからは渉外担当特別捜査官を兼務しその役割の一部を肩代わりしたりしていたが、無理がありすぎると悟り渉外担当官としての役割はホッチに譲った。しかしその後もミッションブリーフィングなどではオペレーターを担当、これはJJがプロファイラーとして復帰した後も続けている。仕事柄扱わざるを得ない残酷な死体写真などを見ることを嫌い、陰惨な事件を扱う気を晴らすためにも、おしゃれな眼鏡をかけ、多種多様なヘアスタイルを持ちヘアーエクステンションをつけたり、ブロンドを赤毛に染め変えたり、派手な服装共々、コンピュータ室の内装も飾り立てる。ロッシは初対面の時に彼女を「ユニーク」と評している。左利き。
ファッションセンス同様、言動もユーモラスでユニーク。モーガンとの掛け合い漫才のような会話は日常で、仕事の連絡や伝達にもジョークを盛り込み、時にはホッチに渋い顔をされる事も。だがその実人一倍繊細で優しい心を持つ。メンバーとは公私ともども付き合いを大事にし、一人一人を「家族」だと常々言っており、何よりも大切に思い、守りたいと願っている。モーガンとは兄妹のように特に仲がいい（モーガンとの軽口は「撮影の合間に、カーステンとシェマーが実際に言い合っている会話が面白く、シナリオライターがそのまま使った。」とインタビューでカーステンが明かしている）。電話をかけてきたのが課長のストラウスと知らずに、いつものように軽口で応対してしまったことがある。
シーズン3「悪魔のささやき」「ペネロープ」で2発の銃弾を受け負傷。その際に発覚した、彼女のとある行為が問題視され、一時停職を命じられたが、後に復帰。この事件においてFBI入局のいきさつが明らかになる。両親を一度に交通事故で亡くした後、カリフォルニア工科大学を中退し引きこもっていたが、暗号学は独学でつづけ、クラッカーとしてブラックリストの上位ひとにぎりの能力を発揮していたところを、FBIにリクルートされたのだ。この過去によりシーズン1「FBI vs.CIA」において、CIA内での分析調査は立入拒否された理由が判明する。負傷療養中に、彼女の代わりにコンピュータ分析を命ぜられた、同じ分析官ケヴィン・リンチと付き合いはじめる。彼女のシステムを見て「めちゃ、いい女っすね」とケヴィンは会う前からガルシアに魅せられていた。だがガルシアには結婚願望はなかったため、ケヴィンに結婚を求められたときに別れている。
FBIに入る前、お手製のピンクの履歴書を提出した事をシーズン6でホッチによって指摘されている。シーズン9で、過去に動物愛護活動家として、動物実験を行っていた化粧品会社にクラッキングを行っていたところをFBIに逮捕されるが、この捜査を担当していたホッチナーに彼女の才能と良心を認められ、収監されるか、FBIで悪者を追うかの選択を迫られ、後者を選んだことが明かされる（この時、その場にあったピンクの紙に履歴書を書いた）。
スピンオフ作品『クリミナル・マインド 特命捜査班レッドセル』にもレギュラーで登場する。
エミリー・プレンティス
演 - パジェット・ブリュースター、日本語吹替 - 深見梨加
出演：シーズン2 #9 - 7、9 #14、11 #19、12 #3 -
FBI監督特別捜査官。アラビア語、スペイン語を流暢に話す語学の達人。シーズン2第9話から初登場し、エルがBAUを去ったあとにチーム入りしたブルネットの女性捜査官。母は元大使。明るく快活で、行動力があり、ユーモアを解する柔軟な思考の美女。モーガンに次いでタフな活躍を見せる。10代の頃は荒んでおり、高校時代にスージー・アンド・ザ・バンシーズのヴォーカルであるスージー・スーを真似た写真をガルシアに暴露されるなど、そのエピソードは多様。「オタク」を自称しており、モーガンとはカート・ヴォネガットのファン仲間である。シーズン3冒頭で旅に出たギデオンが仲間の中で唯一リード宛てに手紙を残したのには理由があると、リードによく読むように諭した。
大使である母と共に各国を転々としていた頃、その生活に疲れ果て妊娠してしまい、やむなく中絶し友人マシュー・ベントンに支えられて乗り越えた過去がシーズン4第17話「悪魔払い」で明らかになる。その恩人であるマシューの死の衝撃が大きすぎた為、感情に流されて暴走しホッチとの間に一時的にだが亀裂が生じた。
FBIに入る以前は、行動分析を専門に行う国際刑事警察機構の特殊部隊JTF-12のエージェントとして「ローレン・レイノルズ」という偽名を使い、国際指名手配されていたテロリスト、イアン・ドイル（通称名・ヴァルハラ）の元へと恋人を装って潜入捜査をしていた事がシーズン6第18話「もう一人のプレンティス」にて明らかになる。その後7年間拘置されたドイルは刑務所を脱獄し、ローレンの正体をプレンティスと突き止めた。彼女は無論のこと、BAUメンバー共々皆殺しにするという復讐を予告。仲間を守るため姿を消すプレンティスだったが、BAUと（当時国防総省に異動していた）JJの働きによって危機一髪の所を救われるも、ドイルは逃走。プレンティスは重傷を負う。メンバーには「手術に耐えきれず息を引き取った」と伝えられ、葬儀も執り行われたが、JJがパリにて3種類のパスポートと銀行口座をプレンティスによく似た背格好の女性に「幸運を祈っているわ」と渡す場面でそのエピソードは幕を閉じている。
生存の事実を知るのはホッチとJJのみで、表向きは死亡したとされ、偽名を使いながらパリで内密にFBI活動を続けていた。モーガンらは極秘裏にドイル事件を調べ続けており、シーズン7の1話で手がかりを見つける。ドイルを探すため、メンバーに生存の事実が知らされ、再び皆の前に姿を表した。そして、ドイル事件に決着が付いたため、BAUに復帰した。
シーズン7最終話でロンドンのインターポールにユニット・チーフとして復帰することを決め、BAUを去った。
シーズン9第14話で再登場、テロ組織に拉致されたJJを助け出すためインターポールから駆けつけBAUに協力した。またシーズン10ではブレイクの後任としてFBI復職をホッチから要請されたが断っている。
シーズン12・3話より主任だったアーロン・ホッチナーが特殊事情で現場を離れることになったのでホッチの推薦もあり後任としてBAUを任されることになった。
シーズン12・第6話でアーロン・ホッチナーがピーター・ルイスから家族を守るために証人保護プログラムに入り、辞職したことが明かされ、ホッチナーの推薦でBAUの新たなリーダーになる。
Dr.タラ・ルイス
演 - アイシャ・タイラー、日本語吹替 - 塩田朋子
出演：シーズン11 -
司法心理学者として、収監されているシリアルキラーにインタビューを行い研究を行う傍ら、BAUにも勤務する。
上記の仕事と兼任のため、レギュラーメンバーの中でも登場回数は少なかったが、プレンティスがリーダーになってからはルイスを中心としたエピソードなどもあり、主要メンバーとして扱われている。ルーク・アルヴェス相手にきつい冗談を言うことがある。性格は本人曰く「短気で手が早い」。
ルーク・アルヴェス
演 - アダム・ロドリゲス、日本語吹替 - 阪口周平
出演：シーズン12 -
元陸軍兵士。FBIの逃亡者追跡部門にいたが、シーズン11最終話で発生した、収監されていたシリアルキラーが大量に脱走する事件を受けて、BAUのヘルプに入り、以後BAUで働くようになる。
チームに入ったばかりの頃は、ガルシアからは何度も新人扱いされるなど、よくからかわれていた。シーズン14第6話で友人を殺害された怒りから独断行動をしたことで叱責処分を受けるが、S14第7話での活躍が評価され、一時剥奪されていた特別捜査官の身分に戻る。

## 過去のレギュラー出演者
ジェイソン・ギデオン
演 - マンディ・パティンキン、日本語吹替 - 有本欽隆　
出演：シーズン1 - 3 #2
生年月日:1955年6月1日。FBI監督特別捜査官。
ロッシとはBAU以前のBSU時代から親友。ロッシと共にBAUの創設者。ロッシとは親友でチェス仲間。
1978年にFBI入局。入局間もない頃にある連続殺人犯の存在にただ一人気付き、二人で犯人を追うも逮捕には至らなかったが、ロッシとは意気が合いその後に長く続く友情を築いた。ベテランプロファイラーであり、高い洞察力で事件解決に導く。
自分が捜査で助けることが出来た人々の写真を自分の部屋の中においてあり、それを見ることで仕事の励みにしている。性格面ではロマンチストとしての色合いが強く、被害者やその家族はおろか犯人にすら優しい言葉をかけてしまうほどであるが、それ故に自分の思いと直面する現実との間のギャップに苦悩することになる。シーズン1の時点で26歳になるスティーヴン（ロッシのミドルネームに因んでいる）という息子がいる。
過去の事件で自らのミスによって部下を死なせてしまいPTSDを発症、療養を兼ねて後任の指導に当たっていた。それ故に精神的な面から再び仕事をこなせるのかという上層部からの厳しい指摘もあったが、シーズン1第1話で復職を果たす。部下を殺した爆弾犯と対面しても冷徹な駆け引きを行って事件解決に貢献するなど回復したかに思われていたが、以前に取り逃がした連続殺人犯に学生時代からの女友達を殺害されるという事件が発生、唯一の安らぎの場であった山小屋も犯人に知られとうとう心の安定を保てなくなり、シーズン2最終話でリードに宛てて遺書にも似た書き置きを残して職務放棄した上、最終的にシーズン3序盤でBAUを離れた。
シーズン10第13話では、新人捜査官だった頃にロッシと共に追いながら取り逃がした連続殺人犯がドニー・マリックという人物であることを突き止め、捜査する自らの姿をドニーに見せるという手法を用いるも、これが裏目に出てドニーにより射殺されてしまう。彼の死はホッチやロッシをはじめとするBAUのメンバーに大きな衝撃を与え、中でもリードのショックは大きかった。このエピソードではマンディ本人は登場せず、回想シーンと、幼い頃の息子・スティーヴンを抱く写真で若き日のギデオンが登場するのみである（ベン・サヴェージが演じる）。
エル・グリーナウェイ
演 - ローラ・グラウディーニ、日本語吹替 - 山像かおり
出演：シーズン1 - 2 #6
FBI特別捜査官。パイロット版ではシアトル支局の所属だったが、後にBAUへ異動となる。性犯罪のエキスパートで、シアトル支局の3年連続検挙数トップだった。幼い頃に些細な事で喧嘩したまま父ロバートが殉職した為、その死をずっと引きずっていた。
シーズン1最終回で犯人からの銃撃を受けて生死の縁をさまようこととなる。後に復帰するが指示に逆らい問題行動を起こした。ギデオンもホッチも内心エルが病んでいる事を察しながらも本人の否定の前にどうする事もできず、ついに正当防衛と見せかけ容疑者を射殺する事件が発生。当初は射殺事件後も仕事を続けるつもりだったが、相手が非道な容疑者とはいえ人を殺した事に対する罪悪感を抱かない事と「同じ場面に遭遇したら同じようにするだろう」という思いをホッチに告げ、最後まで自身の罪を認めないままシーズン2第6話の事件解決後に辞職した。
デレク・モーガン
演 - シェマー・ムーア、日本語吹替 - 咲野俊介
出演：シーズン1 - 11 #18、12 #22、13 #5
FBI監督特別捜査官。シーズン2の時点で32歳。以前はシカゴ市警察の刑事で、爆弾処理班に所属していた。被疑者の考え方に自分を添わせて相手の行動を推測する事を得意とする。情に厚く、心優しい性格で、チームのムードメーカー。軽口をたたき、デートの相手に不自由しないタイプだが、誠実で真摯な男性。自家用車の下に爆弾を仕掛けられた女性科学者に傍を離れるよう促され上司に命令されても、「ひとりには出来ない」と爆弾処理が終わるまでずっと手を握り励ましつづけた（シーズン2「エンプティ・プラネット」）。犯罪を強く憎む反面、被害者や同情すべき犯人には心を砕く。彼の誠意ある行動によって未然に防がれた事件も少なくない。シーズン3最終話でニューヨーク支局長の候補に上がっていたが、辞退してBAUに留まっている。
シカゴ出身。10歳のとき、強盗を掴まえようとした父親を目の前で殺される。父の死から1年位たった頃から、年上の不良グループと付き合いはじめ、他不良グループとの乱闘の際、公務執行妨害・器物損壊・暴行の犯罪歴をもってしまう。アメリカンフットボールにより更生し、奨学金で大学に進学、優秀な成績で卒業。故郷のシカゴに帰郷した際、或る事件で少年殺害の容疑で逮捕されるが、自分の無実の罪を晴らそうとする仲間を信頼しながらも恩師から受けた性的虐待という過去を知られることを拒んだ。
ガルシアとは軽口の応酬で会話をする兄妹的仲間で、彼女の負傷の際、責任と罪悪感を強く持ち、何くれとなく世話を焼いていた。初対面の『記憶を失くした殺人犯』で名前を知らなかったガルシアを「ベイビー」と呼んだのが、それ以降もずっと口癖になっているらしい。
シーズン5第5話「墓場のゆりかご」事件解決後、ホッチよりリーダーの座を託される。本人はそのポジションを一時的なものと考えており、第11話「復讐の逃避行」でホッチが復帰した際には、快くその座を明け渡している。
シーズン11第17話でかねてよりの恋人サバンナと結婚。幸せの絶頂にあるかと思われたが、妊娠中のサバンナが狙撃されてしまう。犯人はデレクとの面会中に死亡した殺し屋ジュゼッペ・モントーロの父親チャズであり、息子を失ったチャズの復讐のターゲットとなってしまったデレクは家族の安全のためFBIを退職することを決意する。生まれた息子は亡き父と親友の名をとってハンク・スペンサー・モーガンと名付けられた。
だがその後も、リードやガルシアを助けるためという形でゲスト出演している。
アーロン・ホッチナー
演 - トーマス・ギブソン、日本語吹替 - 森田順平
出演：シーズン1 - 12 #2
FBI監督特別捜査官。1987年当時は高校生だった。BAUに属する捜査係の一つを指揮する係長（Unit Chief）兼渉外担当官である（BAUにはホッチの他にもサム・クーパーなどのUnit Chiefが存在する）。連邦検察官の経験があり、弁護士の資格も持つ。仲間内ではホッチと呼ばれる。極々稀にだがロッシに「アーロン」とファーストネームで呼ばれる事もある。第8話「ナチュラル・ボーン・キラー」で、犯人の「虐待されて殺人者になった者以外は?」との問いに、「犯罪者を逮捕する側に…捜査官になった」と答えたことから虐待された過去を持つらしいことが明らかになった。モーガンから「（何か怒らせるような事をしても）普通の人間相手なら大丈夫だが、ホッチ相手だとヤバい」と言われるほど生真面目な性格だが、高校時代に誤って入ってしまった演劇部の部室にいたヘイリーに一目惚れし、彼女を口説くためだけにわざわざ演劇部に入部するような一面も持ち合わせている。熟練のプロファイラーであると共に銃器のスペシャリストでもあり、常に拳銃を二丁装備している他、ショットガンやサブマシンガン、果てはスナイパーライフルの扱いにまで秀でており、熟練したスナイパーである連続殺人犯をカウンタースナイプで仕留めた事もある。
家族を愛していたが、仕事を優先せざるを得ないことが多かった為にシーズン3で妻ヘイリーから三行半（みくだりはん）を突きつけられ離婚する。弟がロースクール進学を蹴って、料理人の道に進んだことで、弟とぶつかった（後に和解）。
父を病気で早くに亡くしている。シーズン2の第19話「悲しみの業火」でエバン・アビーに病死した父の姿を投影しており、彼が連続放火殺人犯を道連れに爆死した際には手遅れと知りつつ助けに飛び込もうとする程に彼に入れ込んでいた。生前の父の不可解な行動に家族と共に浮気を疑ったが、尾行して父が肺癌に蝕まれていた事を知る。
シーズン4第18話「リーパー」で、10年越しの宿敵である“ボストンの死神”ことジョージ・フォイエットから「自分を探さなければ殺人をやめる」という内容の取引を持ちかけられるが、拒否。その結果、8人の犠牲者を出し、自責の念に駆られる。戦いを放棄し掛けたがロッシに叱咤され再び、リーパー逮捕に全力を傾けた。シーズン4最終回で脱走し消息不明だったリーパーに自宅で襲撃される。シーズン5冒頭でリーパーから家族を守るため、ヘイリーと息子ジャックに証人保護プログラムを適用し、家族と会えなくなってしまう。
シーズン5第5話「墓場のゆりかご」で、リーパー事件の捜査方法に懸念を抱く上層部からの圧力もあり、チームを守るために自ら降格。モーガンにリーダー代行を依頼する。第9話「死神との決着」にて、執拗につけ狙うリーパーによって家族の居所を知られ、ヘイリーが殺されてしまう。その後息子のために退職を勧められるが断り、チームに復帰する。なおヘイリーの殺害現場でフォイエットと格闘になった際に投降の意志を示している上に丸腰で無抵抗のフォイエットを撲殺しており、この件について査問にかけられるが、ヘイリーを殺されたホッチにひどく同情したストラウスらにより「その場に居合わせた息子ジャックの命を守るための正当防衛」として処理された。
シーズン9の冒頭ではシーズン8で殉職したストラウスの後任として課長（Section Chief）への昇進をオファーされていたが、事件の捜査中に犯人の双子の兄弟を誤認逮捕してしまうというトラブルが発生した。が、その後の活躍によりデスクワークより現場での活躍を期待され昇進は見送られた。
FBIでの初仕事はエミリー・プレンティスの母の警護（シーズン2 第9話参照）。
2016年8月、以前から製作サイドと対立していたトーマス・ギブソンが、シーズン12第2話の撮影中に口論の末にプロデューサーであるバージル・ウィリアムズに暴行を加える事件を起こし番組との契約を解除されたため、アーロン・ホッチナーというキャラクターの登場はシーズン12の2話をもって終了となる。
ホッチのその後については、「別の任務でBAUを一時的に離れている」とされていたが、同シーズン第6話で“ひっかき男”ピーター・ルイスが息子のジャックを監視しているところを目撃されたため、ジャックと共に証人保護プログラムに参加するためにFBIを退職、名前も身分も変え、別人として新しい人生を生きていく決意をしたことがロッシによって語られた。シーズン13でひっかき男は死亡したが、今まで仕事で犠牲にしてきた息子との時間を大事にしたいとしてホッチは復職しないことが語られている。
日本において初回より吹き替えを担当していた森田も、このとばっちりで急遽降板することとなった。放送しているWOWOWもこの件については「大人の事情」と説明した。
Dr.スペンサー・リード
演 - マシュー・グレイ・ギュブラー、日本語吹替 - 森久保祥太郎
出演：シーズン1 - 15
FBI監督特別捜査官。カリフォルニア工科大学の出身で22歳でBAUに入り、シーズン1第4話で24歳の誕生日を迎えている。飛び級を繰り返したため、疎外され肉体的な暴力を含む激しいいじめに遭った経験を時々語っている（ただし大人になってからも連絡を取り合って会うような親しい友人もいる）。IQ187、数学・化学・工学の博士号を持つ天才であり、その幅広い知識を生かして犯罪捜査にあたる。先天的な映像記憶能力を持ち、速読に長け毎分2万語を読み解く。ただし聴覚から得た情報の記憶力は人並みであり、ガルシアが配属された際には自己紹介されて聞いた彼女の名前を誤って「ゴメス」と記憶していた。シーズン4第8話にて、心理学・社会学の学士号も持ち、哲学の学士課程が終了間近であることが明かされた。その若さから軽く見られないよう「捜査官」ではなく博士号を持つ人物を意味する「Dr.」を名乗る。アナログでないと調子が出ないらしく、チームに事件の詳細がタブレットPCで配られるようになった今も、彼のみ紙の資料が渡されている。天才ではあるものの視覚記憶の量が物を言う座学系以外の全ての科目が落第だっため、本来はFBIアカデミーを卒業出来ず特別捜査官として現場勤務する資格が無いが、上述の通り一部に特出した才能を持っている事から特例として特別捜査官の階級を与えられ現場に配属されていた。後に規定の現場勤務時間をクリアした事から正規の特別捜査官と認められ、さらに昇進を重ね階級はホッチらと同じ監督特別捜査官となった。当初はJJからのみ愛称の「スペンス」で呼ばれていたが、プライベートな話をする際には他のメンバーからも同様に呼ばれる事があるようになった。
シーズン1の頃は、天才ゆえ嫌味なく時に場の空気が読めず、蘊蓄を語り出し周囲からウンザリされる事が多々あったが、姉的存在のJJとの交流、兄的存在のモーガンとの交流を通し、人間的に成長していく。ドクター・フーやスタートレックをはじめとするドラマや映画のファン。初期の頃は射撃が苦手で、銃器携帯試験に不合格となり一時期拳銃を没収されていた事もある。またFBI捜査官は通常上着の裾で隠れる腰部真横の高い位置に拳銃を装備するが、彼は上着を着ていても他人からはっきり見えるベルトのバックルのすぐ横の位置に装備しており、後に捜査で知り合った民兵から「奪ってくれと言っているようなものだから気を付けろ」と忠告されている。だが後のシーズンでは、突入で正当な発砲を行うシーンが増えている。シーズン13第2話では、訓練にてワイアット・アープと形容されるほどの射撃の腕を見せた。
多重人格者の犯人に麻薬を使った拷問を受け、その後しばらく後遺症で言動が不安定になっていたが、まもなく依存を克服。母ダイアナ（声：蓬萊照子）が統合失調症で、遺伝的要素に怯えている。プレンティスがおかしいと指摘していたが、父ウィリアムの記憶が全く無かった。
演じるギュブラーが「囚われの姫君」と呼ぶほど、犯人に誘拐されるなどの危険な状況に陥ったり、とても重要な役割を果たすエピソードが多い（シーズン1「恋に落ちた捜査官」、シーズン2「多重人格者」「殺人衝動」、シーズン4「カルト教団の行方」「バイオテロリストを追え」「幼児誘拐」、シーズン5「人形の館」等）。犯人に誘拐され拷問も受けた「多重人格者」では、最終的に犯人を射殺するが、同じく多重人格者が登場したシーズン4「2人の殺人鬼」にて殺人犯である女性人格アマンダを抱えるアダム・ジャクソンとの出逢いで、連続殺人鬼であった人格と共に死にかけた自分を助けてくれた本来の人格トバイアス・ヘンケルをも殺してしまったことに、ずっと苦悩していたことが判明する。アマンダの影に隠れてしまったアダムを探し求める日々が続いている。
シーズン4の第6話「幼児誘拐」の捜査がきっかけで悪夢を繰り返し見るようになり、架空の友達（イマジナリーフレンド）だと思っていた「ライリー・ジェンキンズ」は実在の人間で、23年前に6歳だった彼はレイプされ殺された幼馴染である事がモーガンの調査でわかる。当時、リードは4歳だったが朧気ながらにライリーの葬儀を覚えていた。第7話「悪夢の結末」でロッシとモーガンのサポートを受けつつ父ウィリアムが殺人犯かもしれないと半ば信じ込んで調査を行ったが、小児性愛者の真犯人はゲイリー・マイケルズという男であり既に殺されていた。実はマイケルズによりライリーは強姦殺人の犠牲となり、次の標的がリードだったのである。マイケルズの異常さに不安を覚えた母がライリーの父ルーに相談した結果、彼はマイケルズを殺してしまい、ダイアナは心を病んで父ウィリアムは家を出るという17年前の、23年前の幼馴染の死から始まった家庭崩壊の真相が明らかになる。両親とその友人であるライリーの父と所轄のハイド刑事、彼らが自分を守ってくれていた事を知り、父に嫌疑をかけた事を謝罪し17年越しに両親と和解した。
シーズン6「魂を呼ぶもの」において、主に強い光によって引き起こされる頭痛を患っている事が発覚。病院でも肉体的な原因が見つからず、精神的な原因を指摘されるも、母からの統合失調症遺伝を恐れるリードは頑なに否定。事情を察したプレンティス、モーガンにのみ打ち明けている。
シーズン8では、リードの論文を見て彼に興味を持ったメイヴ・ドノヴァンという女性と文通し、やがて連絡を取り合うようになる。だがメイヴはストーカーにつけまわされていたためリードに会ったところを目撃されるのを恐れており、リードも用心してメイヴに電話するときはわざわざ必ず公衆電話を使っていたほどで、メイヴの顔も知らなかった。だがふたりは互いの知性に惹かれあい、やがてストーカーがいなくなったと判断したメイヴは、リードに直接会うことを望み、リードも応じようとする。だがメイヴはストーカーに誘拐され、リードの目の前で殺害されてしまう。そのショックにより、ホッチナーから休暇をもらってしばらく引きこもっていたが、その後復帰した。
シーズン12では、シーズン11エピソード11話「エントロピー」で逮捕したキャット・アダムスの罠にはまり、殺人の容疑をかけられてしばらく刑務所に勾留され、他の受刑者からのリンチなどで心身共に追いつめられる。だがBAUの他のメンバーの努力で無実が証明され、釈放される。
シーズン13で正式にBAUに復帰、ただしリードの心理状態を心配する上層部からは、100日毎に30日の定期的な休みを取ることを義務づけられた。
マシュー・“マット”・シモンズ
演 - ダニエル・ヘニー、日本語吹替 - 中川慶一
出演：シーズン10 #19、12 #13、13 - 15
FBI国際捜査班（IRT）の解散に伴いBAUに転属。小さい子供4人の父親。
スピンオフ『クリミナル・マインド 国際捜査班』がシーズン2で打ち切りとなりシーズン13より加入となる。ロッシとは気が合う（オカルトの否定、ケネディ暗殺の黒幕はシカゴマフィアなど）らしく、子だくさんで今後の家計を心配していたところ、ロッシから本を共著することを提案される。
ジョーダン・トッド
演 - メタ・ゴールディング、日本語吹替 - 林真里花
出演：シーズン4 #5 - #13
FBIの対テロ部門所属だったが、シーズン4第7話にて出産のため休職したJJの代わりに広報を担当することになる。初登場はシーズン4第5話。登場時に喫茶店でモーガンにナンパされたが、BAUへの配属の挨拶にいく前で既にモーガンを知っていたため軽くあしらった。JJが産休から復帰したため対テロ部門に戻った。
シーズン4第8話でロッシを恨む犯人が仕掛けた罠による事件が初仕事だったが、ある独自判断によりホッチとの間に溝ができた上、広報として発表した事実が犯人の行動を左右して新たな犠牲者を生んだと自責の念に駆られ(被害者はBAUが介入する前に殺害されていた為、トッドに落ち度はなかった)、それを払拭しきれないままBAUを去ることになる。
アシュレイ・シーヴァー
演 - レイチェル・ニコルズ、日本語吹替 - 竹田まどか
出演：シーズン6 #10 - #24
FBIの新人訓練生。シーズン6「シリアルキラーの娘」より登場した、ブロンドの可憐な女性。アカデミーでの成績は優秀だった。シーヴァーは母方の旧姓で、実は過去ノースダコタ州で10年間に25人の女性を殺害し、ホッチとロッシによって逮捕されたシリアルキラー、チャールズ・ボーシャンプーの娘。ノースダコタには死刑制度がないため父親は現在も服役中。特殊な過去を持つ彼女の協力を仰ぐため、捜査に加わらせた事件を切っ掛けにして「BAUで研修を続けたい」と本人が申し出、プレンティスの推薦もあり受理されたのち、JJ、プレンティス不在のシーズン6でBAUのアシスタント的活躍をした。
FBIの大幅な組織替えに伴い、人身売買を扱うアンディ・スワンのチームに異動になりBAUを去った。以降の登場はないが、シーズン10でBAUに配属になったケイト・キャラハンにより、引き続きスワンのチームに所属していることが語られている。
アレックス・ブレイク
演 - ジーン・トリプルホーン、日本語吹替 - 安藤麻吹
出演：シーズン8 - 9
FBI監督特別捜査官、ジョージタウン大学教授（言語学博士）。プレンティスの後任としてBAUに配属された。リードと同じく高IQの天才で、FBI入局後も若手エリートとして活躍していたが、2001年のアメリカ炭疽菌事件での誤認逮捕の事後処理が行われる中で上司だったストラウスの判断により、同僚のジョン・カーティスと共にトカゲの尻尾切りで三階級も降格された上に左遷されるという憂き目に遭う。その後15年以上もの年月をかけて元の階級を回復し花形のBAUプロファイラーとしてFBI本部に返り咲いた。当初はBAUの管理職となっていたストラウスと確執もあったが、ようやく和解出来た矢先にストラウスが連続殺人犯“レプリケーター”となったカーティスに殺害されてしまい、衝撃を受ける。シーズン9の最終話（連作）でBAUからの呼び出しで夫と自宅で過ごす約束がふいになってしまった事や、自分を庇って首に銃弾を受け瀕死の重傷を負ったリードと死に際の息子イーサンの姿が重なってしまった事もあり、職務より自分の人生を大切にする決心を固めFBIを退職した。
イーサンという息子がいたが未知の神経疾患を患い、9歳の時に亡くなっている。国境なき医師団のメンバーである夫ジェームズとは互いを束縛せず、それぞれ仕事で家を空ける事が多く長年すれ違いが続いていたが、ブレイクがBAUに配属された後ジェームズは夫婦関係を取り戻すべく国境なき医師団から離れてハーバード大学の教授となる道を選んだ。なおリードとは以前に自分の講義に客員講師として招いた事がある為、BAU配属前から知り合いだった。
ケイト・キャラハン
演 - ジェニファー・ラヴ・ヒューイット、日本語吹替 - 小松由佳
出演：シーズン10
ブレイクの後任。アンディ・スワンのチームから移動した元潜入捜査官。S6でレギュラーだったアシュレイ・シーヴァーは元同僚。13歳の姪メグがおり、9.11同時多発テロにてペンタゴンで勤務していたときに死亡した彼女の両親の代わりに、メグを育てている。13話で妊娠していることを告白する。
最終話ではメグが人身売買組織に誘拐される。無事に救出されたが家族との時間を大切にする為、BAUを去っていった。
スティーヴン・ウォーカー
演 - デイモン・ガプトン、日本語吹替 - 乃村健次
出演：シーズン12 #8 - #22
プレンティスと共にFBIで働いていたことがあり、ホッチナーの穴を埋める形でBAUに入る。
シーズン12最終話、“ひっかき男”ピーター・ルイスの罠でBAUメンバーの乗っていた車が事故に遭わされ、他のBAUメンバーは負傷したものの無事だったが、ウォーカーのみ死亡したことがシーズン13第1話で明かされる。
番組制作における創意上の変更が、ガプトン降板の理由とされている。

## マイナーキャラクター
ハロウェイ
演 - リサ・ペッシャ
FBI副長官。第1シーズンでホッチの上官として登場していた女性。第2シーズンからは姿を見せなくなり、ホッチに上層部の意向を伝えたり捜査方針を指示したりという役どころは代わって登場したストラウスに引き継がれた。
エリン・ストラウス
演 - ジェイン・アトキンソン、日本語吹替 - 野沢由香里
FBI監督特別捜査官。BAU section（実在のBAUが属しているsectionは「Investigations and Operations Support Section」である）の課長（Section Chief、日本語版では「部長」と訳されている）。第2シーズン第23話から登場し、その後は1シーズンに数話程度の頻度で登場している。初期には、FBI長官を目指す自身の出世の妨げとなり得るBAUチームの行動（特に出世競争のライバルとも言える若手エリートのホッチの行動）を好ましく感じていなかったために、ホッチを辞任させ、自身がBAUに後押ししたエミリーをチームリーダーに据えようと企んでいたが、そのことで権力闘争に興味の無いエミリーは困惑させられ、離職寸前にまで陥った。第3シリーズでは捜査で犠牲者を出した責任を取らせて、ホッチを一時停職にし、好条件でBAUのリーダーから異動させようとした。後にこういった現場への態度は、FBI上層部からBAUに対する締め付けを厳しくするよう命じられていた事によるもので、命令が遂行出来ない場合には退職に追いやる旨の脅しまで上層部からかけられていた事も明らかにされた。また実際にBAUを締め付ける前に上層部からの命令には一通りの抵抗をしており、中間管理職としてかなりの心労があった様子も描写された。
ギデオンが思い悩みBAUを無断欠勤していた時に、リーダーとして現場に向かったが、入局以来一貫して駐在官や管理職などを経てきたため現場経験が皆無であり、その凄惨さに慌てるばかりだった。それ以降は、BAUを目の敵にすることはなくなる。さらに後には、妻を殺害され息子と離れる事が出来ないホッチのためにわざわざ彼の自宅を訪問して面談を行ったり、サム・クーパーとホッチが共謀して自身の命令に違反し捜査活動を行った際には査問を示唆するほど激怒しながらも、彼らが誘拐被害者の少女を無事に救出した後には賛辞を贈るなど、初期に比べてかなり柔軟な対応を見せるようになった。またシーズン6以降は特にホッチ班に信頼を置くようになり、シーズン7でホッチ班全員が査問にかけられた際には、出頭するメンバーに付き添ったり彼らのために便宜を図ろうとするなどしており、毛嫌いされていたJJからも感謝されている。
ロッシとは過去に交際しており、エリンとファーストネームで呼ばれている。ロッシが現場復帰を決めた際、人手不足は事実だがその為に復帰するという彼の秘める何かを察し、あまり復帰を喜べずにいたが、ホッチに任せる事にした。
アルコール依存症の問題を抱えており治療を受けていたが、シーズン7で症状の悪化により勤務中にも飲酒していた事が発覚し、治療に専念するため一時職務を離れるが、数ヵ月後に復帰している。休職中はホッチを課長代理に指名し、自身の職務を任せていた。
シーズン8「ホッチナー兄弟」で、ホッチナーの弟が事件に関係していたため、監督のためチームメンバーと共にニューヨークに来るが、その事件の解決直後、かつてストラウスに降格させられたことを恨んでいたジョン・“レプリケーター”・カーティス（現職のFBI捜査官）によって毒殺される。
シーズン9ではJJの国務省勤務時代の回想シーンで再登場、中東でJJやクルーズと共に機密任務にあたる様子が描かれている。
グラント・アンダーソン
演 - ブライアン・アップル
FBI特別捜査官。BAUの下級職員（プロファイラーではない）。シーズン4とシーズン6を除く全シーズンで1シーズン中の1～3話ほどに雑用係として登場している。ストラウスの秘書のような役割も務めていた。スタートレックのマニアックなファンであり、シーズン2第14話の序盤では酒場でリードとスタートレックのカルトクイズで競い合っているシーンがある。
ウィリアム・“ウィル”・ラモンテーン・ジュニア
演 - ジョシュ・スチュワート、日本語吹替 - 加瀬康之
第2シーズン「ニューオーリンズの切り裂きジャック」でBAUと協力して捜査したニューオーリンズの刑事。自力のみでの事件解決に拘った父ウィリアム・ラモンテーン・シニアが台風により亡くなった為、事件を解決すべくBAUに協力を要請した。その結果、レイプ事件を警察上層部と当時の父の相棒が揉み消し、父は解雇されそうになり被害者サラは殺人に手を染めた事情が明らかになる。新たな殺人を犯そうとしたサラを制止した時に父の名で犯行を思い留まった為、死してもなおサラの信頼を得る父の存在を再認識したのだった。
それ以降しばらく登場しないが第3シーズン「灼熱の街」でJJと交際していることが判明する。JJ本人はメンバーにこの事を知られたくなかったが、恋愛に疎いリードも含めてメンバーはとっくに知っていた。同じくシーズン3「ニューヨークに潜む罠」に再登場。JJの妊娠・出産により、父親となる。
ヘイリー・ホッチナー
演 - メレディス・モンロー、日本語吹替 - 高森奈緒
ホッチの妻で旧姓はブルック。ホッチとは高校生の頃からの付き合いである。当初は忙しい夫を献身的に支えていたが、息子ジャックが生まれた頃からホッチが仕事のために家庭を顧みないようになった事から次第に不満を募らせていき、ホッチが息子よりも仕事を優先する態度を見せたのを契機として三行半を突きつけた。離婚後も円満な関係が続いていたが、ホッチが連続殺人犯ジョージ・“リーパー”・フォイエットの標的になった事から連邦保安官局による保護プログラムに入り窮屈な潜伏生活を余儀なくされる。しかし結局はフォイエットに居場所を突き止められてしまい、ホッチに携帯電話で通話させられながら殺害された。その後シーズン9においてリーパーに受けた傷が元で死に掛けたホッチの臨死体験の中で再登場し、ホッチに交際しているベスとの関係を大切にするよう告げた。ホッチはその後も職場に彼女が写った家族写真を飾るなど、亡き妻を想い続けている。
ジャック・ホッチナー
演 - ケイド・オーウェンス、日本語吹替 - 園崎未恵
ホッチとヘイリーの息子。シーズン1で誕生した。両親の離婚後は母ヘイリーに引き取られていた。ヘイリーがフォイエットに殺害された現場に居合わせたが、ホッチから携帯電話で二人にしか分からない指示を受けて身を隠したため難を逃れた。悪人を捕まえる父親をヒーローとして心から敬愛しており、ハロウィンでヒーローの仮装をする際、ホッチが用意したスパイダーマンの仮装を「実在しないヒーロー」だと言って拒否し、子供用のスーツとホッチのネクタイを身に着けた「パパ」の仮装で現れている。乳児期には病弱であるかのような描写もあったが、父親やBAUメンバーに愛されて逞しく育っている。ホッチが仕事でいない時は、ヘイリーの妹ジェシカに面倒を見てもらっている。ジャック役は赤ん坊の頃から一貫してケイド・オーウェンスが演じている。
ヘンリー・ラモンテーン
演 - メカイ・アラン・アンダーソン、日本語吹替 - 深田愛衣
JJとウィルの長男。代父母はリードとガルシアである。プロファイラーという職業、特にゴッドファーザーであるリードに憧れており、ハロウィンでリードの服装を模倣していた事がある。
ヘンリーを演じているメカイ・アンデルセンは母親役であるA・J・クックの実子である。初登場はシーズン4第7話。
マイケル・ラモンテーン
演 - フェニックス ・スカイ・アンデルセン
JJとウィルの次男。
マイケルを演じているフェニックス・アンデルセンは母親役であるA・J・クックの実子で、ヘンリーを演じるメカイ・アンデルセンの実弟である。初登場はシーズン11第1話。
ケヴィン・リンチ
演 - ニコラス・ブレンドン、日本語吹替 - 鳥海勝美
テクニカル分析官。一時期ガルシアと付き合っていた。初登場はシーズン3の9話。時々ガルシアの補佐や代役を行っている。
エリザベス・クレモンズ
演 - ベラミー・ヤング
愛称はベス。シーズン7より登場。ホッチの元妻ヘイリーの死後、ホッチのガールフレンドとなった女性。ホッチの息子ジャックとの関係も良好。シーズン8でニューヨークに引っ越すが、ホッチとは遠距離交際を続けていた。だがシーズン10第10話で、香港の画廊に招請された結果、ホッチと別れたことが語られている。
マテオ・クルーズ
演 - イーサイ・モラレス、日本語吹替 - 相沢まさき
FBI監督特別捜査官。シーズン9～10に登場。ストラウスの後任としてやって来たBAU課長。アメリカ陸軍（将校ではなく一兵卒だった）やテキサス・レンジャーを経て1998年にFBIに入局した。以前はワシントン支局で行動分析プログラム班や対外防諜班を指揮していた事もある多才な人物。JJとの間になにか過去の因縁がある様子だったが、ストラウスの指示によりBAUから国務省に異動していたJJと、共に中東でウサーマ・ビン・ラーディンを捕縛するための機密任務についていた時期があったことが後に明らかにされている。叩き上げの人物であるため現場への理解も深く、BAUに配属されたその日に現場へ赴き、犯人の隠れ家に突入しホッチと共に犯人を逮捕したり、別の事件の際には拘束した容疑者の取り調べを自ら行うなどしている。また中東派遣時代の任務に絡み、国務省のデータベースへのアクセスを狙うテロ組織にJJと共に拉致された際には、テロ組織を率いる元CIA局員がJJをレイプすると脅すまで、どんな拷問にかけられても口を割らなかった。シーズン9第23話で出発前のブリーフィングでガルシアに代わりディスプレイのリモコンを操作するが、酷使されてきたせいなのかボタンがうまく反応せず、結局ガルシアに操作してもらうという場面があった。
ジョイ・ストラザース（ジョイ・ロッシ）
演 - アンバー・スティーヴンス
ロッシの娘。シーズン10より登場。ニューヨーク大学在学中に連続強姦殺人犯に襲われたが警察に信じてもらえなかった経験から、ジャーナリストになった。また父と同じく犯罪に関する本を執筆している。
リンダ・バーンズ
演 - キム・ローズ、日本語吹替 - 勝生真沙子
FBI副部長。シーズン13に登場。権力により国際対応班（IRT）を潰したとされる人物。高慢で支配欲が強い。プレンティスの分析によるとFBI長官の椅子が欲しくて出世ゲームをやっている。BAUにも介入して自分の思い通りのものにしようとし、チームメンバーを異動・退職させてばらばらにさせようとした。

## 主なゲスト出演者
| シーズン | 登場話                                                  | 役名                                                              | 俳優                               | 日本語吹替                                |
| -------- | ------------------------------------------------------- | ----------------------------------------------------------------- | ---------------------------------- | ----------------------------------------- |
| 1        | 第1話                                                   | リチャード・スレスマン                                            | DJクオールズ                       | 竹若拓磨                                  |
| 1        | 第1話、第2話                                            | 遊歩道殺人鬼                                                      | ルーカス・ハース                   | 竹田雅則                                  |
| 1        | 第3話                                                   | エイドリアン・ベイル                                              | ティム・ケルハー                   | 西凜太朗                                  |
| 1        | 第4話                                                   | フランクリン・グレイニー                                          | カーク・B・R・ウォーラー           |                                           |
| 1        | 第5話                                                   | パトリシア・“トリッシュ”・ダヴェンポート シェリル・ダヴェンポート | エリザベス・ハーノイス             |                                           |
| 1        | 第6話                                                   | フィリップ・ダウド                                                | ティモシー・オマンソン             | 檀臣幸                                    |
| 1        | 第7話 第5シーズン第8話                                  | カール・アーノルド / ザ・フォックス                               | ニール・ジョーンズ                 | 後藤哲夫                                  |
| 1        | 第8話                                                   | ヴィンセント・ペロッタ                                            | パトリック・キルパトリック         | 金尾哲夫                                  |
| 1        | 第9話                                                   | テッド・ブライアー博士                                            | クリス・バウアー                   |                                           |
| 1        | 第10話                                                  | コーリー・ブリッジズ                                              | ウィル・ロスハー                   | 岡野浩介                                  |
| 1        | 第10話                                                  | マイケル・ジッゾ                                                  | アーロン・ポール                   |                                           |
| 1        | 第11話                                                  | メアリー・メイズ                                                  | リンゼイ・クローズ                 |                                           |
| 1        | 第12話                                                  | シャルロッテ・ラセット刑事                                        | ジュディス・スコット               |                                           |
| 1        | 第13話                                                  | ハノーバー刑事                                                    | ネスター・セラーノ                 |                                           |
| 1        | 第14話                                                  | サラ・ジーン・ダウス                                              | ジャネッタ・アーネット             | 榊原良子                                  |
| 1        | 第15話                                                  | マックス・ライアン                                                | ジェフ・ピアソン                   |                                           |
| 1        | 第16話                                                  | ジョン・ブラックウルフ                                            | グレゴリー・ノーマン・クルツ       | 相沢まさき                                |
| 1        | 第17話                                                  | ノーラ・ベネット刑事                                              | トーニャ・ピンキンス               |                                           |
| 1        | 第18話                                                  | ライラ・アーチャー                                                | アンバー・ハード                   | 小島幸子                                  |
| 1        | 第18話 第5シーズン第7話                                 | オーウェン・キム刑事                                              | イアン・アンソニー・デイル         | 新垣樽助                                  |
| 1        | 第20話                                                  | レイモンド・マッカーシー特別捜査官                                | マーク・トッティ                   |                                           |
| 1        | 第21話                                                  | ジーナ・サンチェス                                                | リサ・ヴィダル                     |                                           |
| 1        | 第22話等                                                | ダイアナ・リード（リードの母）                                    | ジェーン・リンチ                   | 蓬萊照子                                  |
| 2        | 第1話                                                   | キャセイ捜査官                                                    | ジョシュ・クラーク                 |                                           |
| 2        | 第2話                                                   | キャサリン・コール捜査官                                          | メアリー・ペイジ・ケラー           | 小山茉美                                  |
| 2        | 第3話                                                   | アンバー・カナート                                                | ニッキー・エイコックス             | 宮島依里                                  |
| 2        | 第4話                                                   | ケイレブ・デイル・シェパード                                      | ジェイソン・ワイルズ               | 佐久田修                                  |
| 2        | 第5話                                                   | マギー・キャラハン刑事                                            | ダリア・セーラム                   | 林真理花                                  |
| 2        | 第5話                                                   | ウィリアム・リー                                                  | ジェイソン・ロンドン               | 佐藤美一                                  |
| 2        | 第6話                                                   | ジョーンズ                                                        | ロバート・ノット                   | 松永英晃                                  |
| 2        | 第6話、第23話                                           | トレイシー・ベル                                                  | エル・ファニング                   | 伊藤かな恵                                |
| 2        | 第7話                                                   | イエーツ署長                                                      | ジェイソン・ベギー                 |                                           |
| 2        | 第8話                                                   | ウルスラ・ケント教授                                              | ジョベス・ウィリアムズ             | 立石凉子                                  |
| 2        | 第9話                                                   | ミルクリークキラー                                                | ジェイソン・オマラ                 | 安原義人                                  |
| 2        | 第10話                                                  | ジンド・アッラー                                                  | アンソニー・アジジ                 | 牛山茂                                    |
| 2        | 第11話                                                  | ネイサン・ハリス                                                  | アントン・イェルチン               | 佐藤せつじ                                |
| 2        | 第12話 第8シーズン第18話                                | スタン・ゴルディンスキー刑事                                      | スキップ・サダス                   | 楠見尚巳                                  |
| 2        | 第13話、第23話                                          | フランク                                                          | キース・キャラダイン               | 内田直哉                                  |
| 2        | 第13話、第23話                                          | ジェーン                                                          | エイミー・マディガン               | 津田真澄                                  |
| 2        | 第13話                                                  | ジョージア・デイヴィス保安官                                      | メリッサ・レオ                     | 一柳みる                                  |
| 2        | 第14話、第15話                                          | トバイアス・ハンケル                                              | ジェームズ・ヴァン・ダー・ビーク   | 川本克彦                                  |
| 2        | 第16話                                                  | テレンス・ウェイクランド                                          | デヴィッド・ラムゼイ               | 矢崎文也                                  |
| 2        | 第17話                                                  | ロイ・ウッドリッジ                                                | ホルト・マッキャラニー             | 石井康嗣                                  |
| 2        | 第17話                                                  | デイナ・ウッドリッジ                                              | ジョアンナ・ゴーイング             |                                           |
| 2        | 第18話                                                  | イーサン                                                          | リス・コイロ                       |                                           |
| 2        | 第19話                                                  | エヴァン・アビー                                                  | トム・シャンリー                   |                                           |
| 2        | 第20話                                                  | エリザベス・プレンティス（エミリーの母）                          | ケイト・ジャクソン                 | 藤田淑子                                  |
| 2        | 第21話                                                  | ボビー・ベアード                                                  | ローラ・アレン                     |                                           |
| 3        | 第1話                                                   | アナ                                                              | シェリー・コール                   |                                           |
| 3        | 第2話                                                   | ジョー・スミス                                                    | エディ・シブリアン                 | 木下浩之                                  |
| 3        | 第3話                                                   | Dr. スタン・ハワード                                              | マイケル・オキーフ                 |                                           |
| 3        | 第4話                                                   | アービン                                                          | フランシス・キャプラ               |                                           |
| 3        | 第5話                                                   | ジェレミー                                                        | アレクサンダー・グールド           |                                           |
| 3        | 第6話                                                   | ヤーブロー                                                        | マイケル・オニール                 |                                           |
| 3        | 第7話                                                   | フランシス・ゴーリング                                            | マイケル・カドリッツ               | 立川三貴                                  |
| 3        | 第7話                                                   | ヘンリー・フロスト                                                | カイ＝エリック・エリクセン         |                                           |
| 3        | 第8話                                                   | マークス神父                                                      | マイケル・ビーチ                   | 大川透                                    |
| 3        | 第8話 第13シーズン第5話                                 | フロイド・フェイリン・フェレル                                    | ジェイミー・ケネディ               | 田中一永                                  |
| 3        | 第8話、第9話                                            | ジェームズ・コルビー・ベイラー / ジェーソン・クラーク・バトル     | ベイリー・チェイス                 | 檀臣幸                                    |
| 3        | 第9話 第10シーズン第18話                                | アダム・フックス                                                  | マーク・ヴァン                     | 金尾哲夫（第9話）                         |
| 3        | 第10話                                                  | ジョニー・マクヘイル                                              | フランキー・ムニッズ               | 石母田史朗                                |
| 3        | 第11話                                                  | クリッシー・ウィルキンソン                                        | サリー・プレスマン                 |                                           |
| 3        | 第11話                                                  | モリー・マッカーシー                                              | レイシー・ビーマン                 |                                           |
| 3        | 第12話                                                  | ケイティ・オーウェン                                              | ヘイリー・マクファーランド         |                                           |
| 3        | 第12話 第12シーズン第20-22話                            | リンジー・ヴォーン                                                | ジーア・マンテーニャ               | 岩村琴美（第12話） 和優希（第12シーズン） |
| 3        | 第13話                                                  | ジル・モリソン                                                    | アンドレア・ロス                   |                                           |
| 3        | 第14話                                                  | コニー・ゲイレン                                                  | ニコール・トム                     |                                           |
| 3        | 第15話                                                  | ロニー・ベイルマン                                                | ポール・シュルツ                   |                                           |
| 3        | 第16話                                                  | ジョン                                                            | マイケル・アイアンサイド           |                                           |
| 3        | 第17話                                                  | ティナ・ロペス                                                    | ティア・テクサーダ                 |                                           |
| 3        | 第18話                                                  | サラ・ヘンソン                                                    | アビバ・バウマン                   |                                           |
| 3        | 第19話                                                  | レスター・サーリング                                              | スティーヴン・カルプ               | 安原義人                                  |
| 3        | 第20話 第4シーズン第1話                                 | ケイト・ジョイナー                                                | シエンナ・ギロリー                 |                                           |
| 4        | 第2話                                                   | クローイ・ケルチャー                                              | ローレン・ボウルズ                 |                                           |
| 4        | 第3話                                                   | ベンジャミン・サイラス                                            | ルーク・ペリー                     | 山路和弘                                  |
| 4        | 第4話                                                   | イアン・コービン                                                  | ウィリアム・メイポーザー           | 加藤亮夫                                  |
| 4        | 第4話                                                   | フロイド・ハンセン                                                | ウィル・ウィートン                 |                                           |
| 4        | 第6話                                                   | エイミー・ブリッジス                                              | カリ・マチェット                   |                                           |
| 4        | 第7話                                                   | アドリアナ                                                        | シャーリー・ブレナー               |                                           |
| 4        | 第8話                                                   | ロスチャイルド教授                                                | ジェイソン・アレクサンダー         | 茶風林                                    |
| 4        | 第8話                                                   | ギャリティ刑事                                                    | ポール・マイケル・グレイザー       | 向井修                                    |
| 4        | 第9話                                                   | ヴァイパー                                                        | カリー・グレアム                   | 花田光                                    |
| 4        | 第9話                                                   | アシュレイ・ホールデン                                            | ケリー・リン・プラット             |                                           |
| 4        | 第10話                                                  | マークス署長                                                      | ジョー・レガルブート               | 西村知道                                  |
| 4        | 第11話                                                  | ノーマン・ヒル                                                    | ミッチ・ピレッジ                   | 麦人                                      |
| 4        | 第12話                                                  | ウィリアム・ハリス                                                | マイケル・ボートマン               | 相沢まさき                                |
| 4        | 第12話                                                  | アンドレア・ハリス                                                | ダナ・デイヴィス                   |                                           |
| 4        | 第13話                                                  | 父親                                                              | アンドリュー・ディヴォフ           |                                           |
| 4        | 第13話                                                  | シルビア（キャシー・グレイ）                                      | シンシア・ギブ                     | 塩田朋子                                  |
| 4        | 第14話                                                  | ロン・フルウッド刑事                                              | マイケル・ビーン                   | 津田英三                                  |
| 4        | 第14話                                                  | レオナ・グレス                                                    | シビル・シェパード                 | 朝倉佐知                                  |
| 4        | 第14話                                                  | ブルック・ロンバルディーニ                                        | メルセデス・マクナブ               |                                           |
| 4        | 第15話                                                  | エリック・オルソン                                                | ジョニー・ルイス                   | 藤本隆行                                  |
| 4        | 第15話                                                  | ゾーイ・ホークス                                                  | エイミー・デビッドソン             |                                           |
| 4        | 第16話                                                  | アンドリュー・ケイン                                              | ジョン・ゲッツ                     | 仲野裕                                    |
| 4        | 第16話                                                  | ミーガン・ケイン                                                  | ブリアンナ・ブラウン               |                                           |
| 4        | 第16話                                                  | イボンヌ・アシュフォード                                          | クリスティン・リチャードソン       |                                           |
| 4        | 第17話                                                  | ポール・シルヴァーノ神父                                          | カーメン・アルジェンツィアノ       | 中博史                                    |
| 4        | 第17話                                                  | ジョン・クーリー                                                  | ウォルトン・ゴギンズ               | 後藤敦                                    |
| 4        | 第17話                                                  | マシュー・ベントン                                                | ジェームズ・レマー                 | 五王四郎                                  |
| 4        | 第17話                                                  | デイヴィソン神父                                                  | ブルース・デイヴィソン             | 長克巳                                    |
| 4        | 第18話、第26話 第5シーズン第1話、第9話 第9シーズン第5話 | ジョージ・フォイエット（リーパー）                                | C・トーマス・ハウエル              | 宮内敦士                                  |
| 4        | 第19話                                                  | カールソン署長                                                    | マイケル・ルーカー                 | 井上文彦                                  |
| 4        | 第20話                                                  | アダム・ジャクソン                                                | ジャクソン・ラスボーン             | 青木誠                                    |
| 4        | 第21話                                                  | ビル・ランカスター刑事                                            | スペンサー・ギャレット             | 星野充昭                                  |
| 4        | 第22話                                                  | ヴィンセント                                                      | アレックス・オロックリン           | 高瀬右光                                  |
| 4        | 第24話                                                  | リンダ・キムラ博士                                                | タムリン・トミタ                   | 高島雅羅                                  |
| 4        | 第25話、第26話                                          | ウィリアム・ハイタワー                                            | シャリフ・アトキンス               | 板倉光隆                                  |
| 5        | 第1話                                                   | トム・バートン                                                    | クリストファー・カズンズ           | 大滝寛                                    |
| 5        | 第2話                                                   | ダリン・コール                                                    | ショーン・パトリック・フラナリー   | 永井誠                                    |
| 5        | 第3話                                                   | レイ・フィネガン                                                  | ウィリアム・サドラー               |                                           |
| 5        | 第4話                                                   | タマラ・バーンズ                                                  | サリー・リチャードソン             | 五十嵐麗                                  |
| 5        | 第4話                                                   | アンドリュース刑事                                                | ウェイド・ウィリアムズ             | 佐々木省三                                |
| 5        | 第5話                                                   | ジュリー                                                          | メイ・ホイットマン                 |                                           |
| 5        | 第5話                                                   | キャロル                                                          | ハリー・ハーシュ                   |                                           |
| 5        | 第7話                                                   | ダンテ（ポール・デイヴィス）                                      | ギャヴィン・ロスデイル             | 家中宏                                    |
| 5        | 第11話                                                  | デイル・シュレイダー                                              | リー・ターゲセン                   | 高木渉                                    |
| 5        | 第12話                                                  | アーサー・マルコム                                                | ジョナサン・フレイクス             | 林一夫                                    |
| 5        | 第12話                                                  | ベスニー・ウォレス                                                | ロザリー・ワード                   |                                           |
| 5        | 第13話                                                  | サミュエル保安官                                                  | クレア・ケアリー                   |                                           |
| 5        | 第14話                                                  | ウィリアム・ホッジス                                              | ビクター・ウェブスター             |                                           |
| 5        | 第15話                                                  | ジェイク・モアランド刑事                                          | フランク・ジョン・ヒューズ         | 竹田雅則                                  |
| 5        | 第15話                                                  | メグ・コリンズ                                                    | スプレイグ・グレイデン             |                                           |
| 5        | 第16話                                                  | ロジャー・ロイスウッド                                            | バッド・コート                     |                                           |
| 5        | 第16話                                                  | バーバラ・リンチ                                                  | ブルック・スミス                   | 笹森亜希                                  |
| 5        | 第16話                                                  | チャーリー・ヒルリッジ                                            | エヴァン・ピーターズ               |                                           |
| 5        | 第17話                                                  | ナンシー・キャンベル                                              | ガブリエル・カーテリス             | 幸田直子                                  |
| 5        | 第18話                                                  | サム・クーパー                                                    | フォレスト・ウィテカー             | 立木文彦                                  |
| 5        | 第18話                                                  | ベン・マクブライド                                                | ジェイソン・ワイルズ               | 佐久田修                                  |
| 5        | 第18話                                                  | ジーナ・ラサール                                                  | ボー・ギャレット                   | 落合るみ                                  |
| 5        | 第18話                                                  | ジョン・“プロフェット”・シムズ                                    | マイケル・ケリー                   | 原康義                                    |
| 5        | 第18話                                                  | ミック・ローソン                                                  | マット・ライアン                   | 川本克彦                                  |
| 5        | 第20話                                                  | ジョン・バートン刑事                                              | ディーン・ノリス                   | 石住昭彦                                  |
| 5        | 第23話                                                  | マット・スパイサー                                                | エリック・クローズ                 | 東地宏樹                                  |
| 5        | 第23話 第6シーズン第1話                                 | ビリー・フリン（暗闇王子）                                        | ティム・カリー                     | 楠見尚己                                  |
| 6        | 第2話                                                   | ジェフ・ジョイス                                                  | ギル・ベロウズ                     |                                           |
| 6        | 第5話                                                   | ナンシー・リバートン                                              | メア・ウィニンガム                 | さとうあい                                |
| 6        | 第8話                                                   | レット・ウォルデン                                                | ロバート・ネッパー                 | 山路和弘                                  |
| 6        | 第8話                                                   | ケリー・ランディス                                                | ケイトリン・ダブルデイ             |                                           |
| 6        | 第9話                                                   | アナ・ブルックス                                                  | エミリー・アリン・リンド           |                                           |
| 6        | 第12話                                                  | フリオ・ルイス                                                    | ハキーム・ケイ＝カジーム           |                                           |
| 6        | 第12話                                                  | 地元警察官                                                        | マニー・ペレス                     |                                           |
| 6        | 第13話                                                  | レイ・ドノヴァン                                                  | ジョナサン・タッカー               | 鈴木達央                                  |
| 6        | 第13話                                                  | シドニー・マニング                                                | エイドリアンヌ・パリッキ           |                                           |
| 6        | 第13話                                                  | ベイツ捜査官（地元警察官）                                        | デアーダー・ラブジョイ             |                                           |
| 6        | 第13話                                                  | シドニーをナンパする男性                                          | ダニエル・ブラン                   |                                           |
| 6        | 第14話                                                  | タクシードライバー                                                | ブラッド・ウィリアム・ヘンケ       |                                           |
| 6        | 第15話                                                  | ジェーン・ゴールド                                                | レベッカ・フィールド               |                                           |
| 6        | 第15話                                                  | モリー・グランディン                                              | レイチェル・マイナー               |                                           |
| 6        | 第15話                                                  | ジェリー・グランディン                                            | コービン・バーンセン               |                                           |
| 6        | 第16-18話 第7シーズン第23話、第24話                     | クライド・イースター                                              | セバスチャン・ロッシェ             |                                           |
| 6        | 第20話                                                  | シェリー・チェンバレン                                            | ケリー・ウィリアムズ               | 名越志保                                  |
| 7        | 第2話                                                   | サイ・ブラッドストーン                                            | アンディー・ミルダー               |                                           |
| 7        | 第3話                                                   | ルーク・ドーラン                                                  | マックス・マーティーニ             |                                           |
| 7        | 第4話                                                   | ロバート・アダムズ                                                | エリック・ユングマン               |                                           |
| 7        | 第10話                                                  | ライアン・ホール                                                  | ダヴィード・マズーズ               | 竹内順子                                  |
| 7        | 第11話                                                  | パトリシア・コーンウェル                                          | パトリシア・コーンウェル           |                                           |
| 7        | 第12話                                                  | ハミルトン・バーソロミュー                                        | ジェイ・カル                       |                                           |
| 7        | 第13話                                                  | カーティス・バンクス                                              | ディーン・ケイン                   |                                           |
| 7        | 第13話                                                  | エディ・ラングドン                                                | ジョー・エジェンダー               | 勝杏里                                    |
| 7        | 第14話                                                  | マイク・ジャネスコ                                                | ジェフリー・ブレイク               |                                           |
| 8        | 第2話                                                   | エレン・ラッセル                                                  | マッケンジー・フィリップス         | くじら                                    |
| 8        | 第2話                                                   | ダーリーン・テイラー                                              | キム・ワヤンズ                     |                                           |
| 8        | 第3話                                                   | マイク・アクリン                                                  | ジョシュ・スタンバーグ             |                                           |
| 8        | 第4話                                                   | ジョン・ネルソン                                                  | レイ・ワイズ                       | 堀勝之祐                                  |
| 8        | 第4話、第10話、第12話、第20話 第12シーズン第22話        | メイヴ・ドノヴァン                                                | ベス・リースグラフ                 | 宮島依里                                  |
| 8        | 第5話                                                   | エマ・ケリガン                                                    | アン・デュデック                   |                                           |
| 8        | 第6話                                                   | デヴィッド・ロイ・ターナー                                        | マシュー・リラード                 |                                           |
| 8        | 第9話                                                   | バリー・フリン                                                    | パトリック・ファビアン             |                                           |
| 8        | 第9話                                                   | カール・フィンスター                                              | ラファエル・スバージ               |                                           |
| 8        | 第12話                                                  | ダイアン・ターナー                                                | ミシェル・トラクテンバーグ         | 渋谷はるか                                |
| 8        | 第15話                                                  | ポール・ウェスティン                                              | パトリック・ジョン・フリューガー   |                                           |
| 8        | 第16話                                                  | ドニー・ビドウェル                                                | スコット・グライムス               |                                           |
| 8        | 第22話                                                  | ジェームズ・ブレイク                                              | D・W・モフェット                   |                                           |
| 8        | 第23話                                                  | セイン・パークス                                                  | ショーン・マグワイア               |                                           |
| 8        | 第23話、第24話                                          | ジョン・カーティス（レプリケーター）                              | マーク・ハミル                     |                                           |
| 9        | 第1話、第2話                                            | カーラ・ハインズ                                                  | カムリン・マンハイム               |                                           |
| 9        | 第3話                                                   | ターニャ・メイズ捜査官                                            | エヴァ・ラルー                     |                                           |
| 9        | 第3話                                                   | コリン・ブラムウェル                                              | マイク・コルター                   |                                           |
| 9        | 第4話                                                   | アントン・ハリス                                                  | デイヴィッド・アンダース           |                                           |
| 9        | 第6話                                                   | ジョー・マハウェイ巡査部長                                        | トム・アーウィン                   |                                           |
| 9        | 第9話                                                   | ライル・ジョンソン                                                | セス・ギリアム                     |                                           |
| 9        | 第10話                                                  | マルコム・タファート                                              | ダグ・サヴァント                   | 郷田ほづみ                                |
| 9        | 第12話                                                  | シェーン・ワイエス                                                | パウロ・コスタンゾ                 |                                           |
| 9        | 第13話                                                  | クリフォード・ウォルシュ                                          | ジョン・グリース                   |                                           |
| 9        | 第14話                                                  | マイケル・ヘイスティングス                                        | ターモー・ペニケット               |                                           |
| 9        | 第15話                                                  | アラン・アンダーソン                                              | ネッド・ベラミー                   |                                           |
| 9        | 第15話                                                  | ジュディス・アンダーソン                                          | Mary Mara                          |                                           |
| 9        | 第15話                                                  | キャスリーン・ベネディクト（精神科医）                            | ウェンディ・デイヴィス             |                                           |
| 9        | 第16話                                                  | スー・ウォルシュ（ケイトの従妹）                                  | Sianoa Smit-McPhee                 |                                           |
| 9        | 第16話                                                  | ケイト・ホッファー                                                | Ashley Jones                       |                                           |
| 9        | 第16話                                                  | ギャビー・ホッファー（ケイトの行方不明になった娘）                | Julia Butters                      |                                           |
| 9        | 第17話                                                  | マーヴィン・コール                                                | デヴィッド・クレノン               |                                           |
| 9        | 第17話                                                  | フィン・ベイリー                                                  | アシュトン・ホームズ               |                                           |
| 9        | 第20話                                                  | シシー・ハワード                                                  | エイドリアン・バーボー             |                                           |
| 9        | 第20話                                                  | マラカイ・リー                                                    | トビン・ベル                       |                                           |
| 9        | 第23話、第24話                                          | ジャスティン・ミルズ                                              | ブレット・カレン                   | 金尾哲夫                                  |
| 9        | 第23話、第24話                                          | オーエン・マグレガー                                              | マイケル・トルッコ                 | 桐本琢也                                  |
| 10       | 第1話                                                   | フランク・コウルズ                                                | カー・スミス                       |                                           |
| 10       | 第1話                                                   | リー検視官                                                        | リリー・マライエ                   |                                           |
| 10       | 第2話                                                   | ジャスティン・ルー                                                | C・S・リー                         |                                           |
| 10       | 第4話                                                   | リサ・ランドール                                                  | アリシア・コッポラ                 |                                           |
| 10       | 第5話                                                   | メアリー・ビドウェル                                              | パメラ・リード                     |                                           |
| 10       | 第6話                                                   | ジョン・フランクリン                                              | マット・コーエン                   |                                           |
| 10       | 第8話                                                   | ジャック・ウェストブルック                                        | ジェフリー・ノードリング           |                                           |
| 10       | 第10話                                                  | レベッカ・ファーランド                                            | メアリー・マウサー                 |                                           |
| 10       | 第11話                                                  | コルトン・グラント                                                | グラント・ショウ                   |                                           |
| 10       | 第15話、第23話                                          | クリス・キャラハン                                                | グレッグ・グランバーグ             |                                           |
| 10       | 第19話                                                  | ジャック・ギャレット                                              | ゲイリー・シニーズ                 | 堀内賢雄                                  |
| 10       | 第19話                                                  | ラス・モンゴメリー                                                | タイラー・ジェームズ・ウィリアムズ |                                           |
| 10       | 第19話                                                  | リリー・ランバート                                                | アンナ・ガン                       |                                           |
| 10       | 第20話                                                  | ロイ・ブルックス                                                  | エドワード・アズナー               |                                           |
| 10       | 第21話                                                  | ラリー・メリン                                                    | サッド・ラッキンビル               |                                           |
| 10       | 第22話                                                  | ダニー・リー・ストークス                                          | ジョー・アドラー                   |                                           |
| 11       | 第2話                                                   | チャーリー・セネラク                                              | ティム・カン                       |                                           |
| 11       | 第2話、第15話                                           | ナタリー・コルファックス捜査官                                    | マリソル・ニコルズ                 |                                           |
| 11       | 第4話                                                   | ラウル・モントーヤ署長                                            | ベニート・マルティネス             |                                           |
| 11       | 第4話                                                   | タミー・ヴァスケス                                                | エミリー・リオス                   |                                           |
| 11       | 第6話                                                   | ポール・デサリオ保安官                                            | ジョエル・グレッチ                 |                                           |
| 11       | 第6話                                                   | ライリー・デサリオ                                                | テイラー・スプライトラー           |                                           |
| 11       | 第8話                                                   | ウィリアム・テイラー                                              | トッド・ロウ                       |                                           |
| 11       | 第11話 第12シーズン第21話、第22話                       | キャット・アダムス                                                | オーブリー・プラザ                 | 武田華                                    |
| 11       | 第12話                                                  | ケヴィン                                                          | デヴィッド・リム                   |                                           |
| 11       | 第13話                                                  | フローラ・マーティン                                              | ヴェロニカ・カートライト           |                                           |
| 11       | 第13話                                                  | ランディ                                                          | ウィルソン・ベセル                 |                                           |
| 11       | 第15話                                                  | アンドリュー・ミークス                                            | カーマイン・ジョヴィナッツォ       | ふくまつ進紗                              |
| 11       | 第16話                                                  | ハンク・モーガン                                                  | ダニー・グローヴァー               | 樋浦勉                                    |
| 11       | 第16話                                                  | ジョン・ブラッドリー                                              | ジョナサン・ケイク                 |                                           |
| 11       | 第18話                                                  | チャズ・モントーロ                                                | ランス・ヘンリクセン               |                                           |
| 11       | 第20話、第22話                                          | ヘイデン・モンゴメリー                                            | シェリル・リー・ラルフ             |                                           |
| 11       | 第21話、第22話                                          | アントニア・スレイド                                              | フランシス・フィッシャー           |                                           |
| 12       | 第1話                                                   | ブライアン・フィリップス                                          | エリック・ストックリン             |                                           |
| 12       | 第3話                                                   | グロリア・バーカー                                                | シェリリン・フェン                 |                                           |
| 12       | 第4話                                                   | トッド・バートン                                                  | コートニー・ゲインズ               |                                           |
| 12       | 第7話                                                   | アルバート・ルイス                                                | スタン・ショウ                     |                                           |
| 12       | 第7話                                                   | デズモンド・ホルト                                                | アリミ・バラード                   |                                           |
| 12       | 第8話                                                   | ケヴィン・デッカー                                                | クリス・オーウェン                 |                                           |
| 12       | 第9話                                                   | クラーク                                                          | プーチ・ホール                     |                                           |
| 12       | 第13話                                                  | クララ・シーガー                                                  | アラナ・デ・ラ・ガーザ             |                                           |
| 12       | 第16話                                                  | ミランダ・ホワイト                                                | テータム・オニール                 |                                           |
| 12       | 第20話 第13シーズン第1話                                | モニカ・ウォーカー                                                | トレイシー・トムズ                 |                                           |
| 13       | 第2話                                                   | ヘレン・ピアース                                                  | ジャニーン・メイソン               |                                           |
| 13       | 第2話                                                   | ローレンス                                                        | ティム・ラス                       |                                           |
| 13       | 第4話                                                   | ミスターX                                                         | ウォレス・ランガム                 |                                           |
| 13       | 第4話                                                   | トーリ・ホフスタッド                                              | エミリー・ローズ                   |                                           |
| 13       | 第7話                                                   | フィル・ブルックス                                                | コリー・レイノルズ                 |                                           |
| 13       | 第10話                                                  | クリフォード・メイソン保安官                                      | ルー・ダイアモンド・フィリップス   |                                           |
| 13       | 第11話                                                  | スティーヴ                                                        | ベン・ブロウダー                   |                                           |
| 13       | 第11話                                                  | ジミー・マッケンジー                                              | マックス・アドラー                 |                                           |
| 13       | 第13話                                                  | スコット                                                          | マーク・ダモン・エスピノーザ       |                                           |
| 13       | 第16話                                                  | ケヴィン・ペック                                                  | ケイシー・トーマス・ブラウン       |                                           |
| 14       | 第3話                                                   | ガリーナ                                                          | イザベラ・マイコ                   |                                           |
| 14       | 第4話                                                   | ホリス牧師                                                        | マイケル・グラディス               |                                           |
| 14       | 第8話                                                   | ジョーダン                                                        | スペンサー・トリート・クラーク     |                                           |
| 14       | 第14話                                                  | ステファニー・カーター                                            | ジェイミー・アン・オールマン       |                                           |

## 放送リスト
| シーズン | シーズン | エピソード数 | 米国での放映・配信 | 米国での放映・配信 | 米国での放映・配信 |
| -------- | -------- | ------------ | ------------------ | ------------------ | ------------------ |
| シーズン | シーズン | エピソード数 | シーズン初回       | シーズン最終回     | 放送・配信局       |
|          | 1        | 22           | 2005年9月22日      | 2006年5月10日      | CBS                |
|          | 2        | 23           | 2006年9月20日      | 2007年5月16日      | CBS                |
|          | 3        | 20           | 2007年9月26日      | 2008年5月21日      | CBS                |
|          | 4        | 26           | 2008年9月24日      | 2009年5月20日      | CBS                |
|          | 5        | 23           | 2009年9月23日      | 2010年5月26日      | CBS                |
|          | 6        | 24           | 2010年9月22日      | 2011年5月18日      | CBS                |
|          | 7        | 24           | 2011年9月21日      | 2012年5月16日      | CBS                |
|          | 8        | 24           | 2012年9月26日      | 2013年5月22日      | CBS                |
|          | 9        | 24           | 2013年9月25日      | 2014年5月14日      | CBS                |
|          | 10       | 23           | 2014年10月1日      | 2015年5月6日       | CBS                |
|          | 11       | 22           | 2015年9月30日      | 2016年5月4日       | CBS                |
|          | 12       | 22           | 2016年9月27日      | 2017年5月10日      | CBS                |
|          | 13       | 22           | 2017年9月27日      | 2018年4月18日      | CBS                |
|          | 14       | 15           | 2018年10月3日      | 2019年2月6日       | CBS                |
|          | 15       | 10           | 2020年1月8日       | 2020年2月19日      | CBS                |
|          | 16       | 10           | 2022年11月24日     | 2023年2月9日       | Paramount+         |

| 日本国内 |
| WOWOW シーズン・期間 |
| --- |
| - 第1シーズン - 2007年7月31日から2007年12月25日 - 第2シーズン - 2008年1月8日から2008年6月17日 - 第3シーズン - 2009年1月6日から2009年5月19日 - 第4シーズン - 2010年1月5日から2010年7月13日 - 第5シーズン - 2011年1月25日から2011年7月5日） - 第6シーズン - 2012年1月17日から2012年7月10日 - 第7シーズン - 2013年1月8日から2013年6月25日 - 第8シーズン - 2014年1月7日から2014年6月24日 - 第9シーズン - 2015年1月20日から2015年6月30日 - 第10シーズン - 2016年1月12日から2016年6月28日 - 第11シーズン - 2016年9月6日から2017年2月7日 - 第12シーズン - 2017年9月5日から2018年2月6日 - 第13シーズン - 2018年9月4日から2019年2月5日 - 第14シーズン - 2019年8月20日から2019年11月26日 - 第15シーズン - 2020年9月1日から2020年11月10日 - 第16シーズン - 2023年11月4日から2024年1月13日 |
| スーパー!ドラマTV シーズン・期間 |
| - 第1シーズン - 2009年9月7日から2010年2月14日 - 第2シーズン - 2010年9月13日から2011年2月14日 - 第3シーズン - 2011年7月18日から2011年11月28日 - 第4シーズン - 2012年7月2日から2012年12月24日 - 第5シーズン - 2013年9月9日から2014年2月10日 - 第6シーズン - 2014年11月25日から2015年4月28日 - 第7シーズン - 2015年11月14日から2016年3月28日 - 第8シーズン - 2016年10月24日から2017年4月3日 - 第9シーズン - 2017年4月10日から2017年9月17日 - 第10シーズン - 2018年3月5日から2018年8月6日 - 第11シーズン - 2018年8月13日から2019年1月7日 - 第12シーズン - 2019年5月27日から2019年10月21日 - 第13シーズン - 2019年11月4日から2020年3月30日 |
| テレビ朝日（関東ローカル） |
| - 第1シーズン - 2010年4月2日から2010年9月17日 - 第2シーズン - 2010年10月から2011年3月18日 |
| Dlife シーズン・期間 |
| - 第1シーズン - 2012年3月21日から2012年8月15日 - 第2シーズン - 2012年8月22日から2013年1月23日 - 第3シーズン - 2013年1月30日から2013年6月5日 - 第4シーズン - 2013年6月12日から2013年12月13日 - 第5シーズン - 2015年5月3日から2015年10月4日 - 第6シーズン - 2015年10月11日から2016年3月27日 - 第7シーズン - 2016年4月3日から2016年9月11日 - 第8シーズン - 2017年5月7日から2017年10月15日 - 第9シーズン - 2018年6月10日から2018年11月18日 - 第10シーズン - 2018年11月25日から2019年4月28日 - 第11シーズン - 2019年11月3日から2020年3月15日 |

## エピソード一覧

### シーズン1（2005年 - 2006年）
| 通算 | 話数 | タイトル                   | 原題                    | 監督                       | 米国放送日     | 視聴者数 （万人） |
| ---- | ---- | -------------------------- | ----------------------- | -------------------------- | -------------- | ----------------- |
| 1    | 1    | シアトルの絞殺魔           | Extreme Aggressor       | Richard Shepard            | 2005年9月22日  | 1,957             |
| 2    | 2    | キャンパス連続放火犯       | Compulsion              | Charles Haid               | 2005年9月27日  | 1,057             |
| 3    | 3    | パームビーチの爆弾魔       | Won't Get Fooled Again  | Kevin Bray                 | 2005年10月5日  | 1,198             |
| 4    | 4    | 白昼のレイプ・キラー       | Plain Sight             | Matt Earl Beesley          | 2005年10月12日 | 1,376             |
| 5    | 5    | 双子令嬢の誘拐             | Broken Mirror           | Guy Norman Bee             | 2005年10月19日 | 1,279             |
| 6    | 6    | スナイパー                 | L.D.S.K.                | アーネスト・ディッカーソン | 2005年11月2日  | 1,622             |
| 7    | 7    | 一家惨殺事件               | The Fox                 | Guy Norman Bee             | 2005年11月9日  | 1,509             |
| 8    | 8    | ナチュラル・ボーン・キラー | Natural Born Killer     | Peter Ellis                | 2005年11月16日 | 1,486             |
| 9    | 9    | テキサス列車ジャック       | Derailed                | Félix Alcalá               | 2005年11月23日 | 1,283             |
| 10   | 10   | 悪魔のカルト集団           | The Popular Kids        | Andy Wolk                  | 2005年11月30日 | 1,556             |
| 11   | 11   | テネシーの吸血鬼           | Blood Hungry            | Charles Haid               | 2005年12月14日 | 1,523             |
| 12   | 12   | 連れ去られた少女           | What Fresh Hell?        | アダム・デヴィッドソン     | 2006年1月11日  | 1,592             |
| 13   | 13   | 毒物混入                   | Poison                  | Thomas J. Wright           | 2006年1月18日  | 1,465             |
| 14   | 14   | 死刑へのカウントダウン     | Riding The Lightning    | Chris Long                 | 2006年1月25日  | 1,410             |
| 15   | 15   | 蘇ったシリアル・キラー     | Unfinished Business     | J. Miller Tobin            | 2006年3月1日   | 1,172             |
| 16   | 16   | 虐殺の儀式                 | The Tribe               | Matt Earl Beesley          | 2006年3月8日   | 1,527             |
| 17   | 17   | マンハッタンの処刑人       | A Real Rain             | Gloria Muzio               | 2006年3月22日  | 1,303             |
| 18   | 18   | 恋に落ちた捜査官           | Somebody's Watching     | Paul Shapiro               | 2006年3月29日  | 1,254             |
| 19   | 19   | メキシコの猟奇犯           | Machismo                | Guy Norman Bee             | 2006年4月12日  | 1,176             |
| 20   | 20   | スプリー・キラー           | Charm and Harm          | Félix Alcalá               | 2006年4月19日  | 1,353             |
| 21   | 21   | FBI vs. CIA                | Secrets and Lies        | Matt Earl Beesley          | 2006年5月3日   | 1,217             |
| 22   | 22   | 地獄からの挑戦状: 前編     | The Fisher King: Part 1 | Edward Allen Bernero       | 2006年5月10日  | 1,267             |

### シーズン2（2006年 - 2007年）
| 通算 | 話数 | タイトル                           | 原題                                       | 監督                           | 米国放送日     | 視聴者数 （万人） |
| ---- | ---- | ---------------------------------- | ------------------------------------------ | ------------------------------ | -------------- | ----------------- |
| 23   | 1    | 地獄からの挑戦状: 後編             | The Fisher King: Part 2                    | Gloria Muzio                   | 2006年9月20日  | 1,565             |
| 24   | 2    | 闇のネットオークション             | P911                                       | アダム・デヴィッドソン         | 2006年9月27日  | 1,654             |
| 25   | 3    | パーフェクト・ストーム             | The Perfect Storm                          | Félix Alcalá                   | 2006年10月4日  | 1,519             |
| 26   | 4    | サイコドラマ                       | Psychodrama                                | Guy Norman Bee                 | 2006年10月11日 | 1,673             |
| 27   | 5    | 消えない傷跡                       | Aftermath                                  | ティム・マシスン               | 2006年10月18日 | 1,620             |
| 28   | 6    | 森の中の殺人鬼                     | The Boogeyman                              | Steve Boyum                    | 2006年10月25日 | 1,677             |
| 29   | 7    | 消えた女子高生                     | North Mammon                               | Matt Earl Beesley              | 2006年11月1日  | 1,697             |
| 30   | 8    | エンプティ・プラネット             | Empty Planet                               | エロディ・キーン               | 2006年11月8日  | 1,757             |
| 31   | 9    | 2人のシリアル・キラー              | The Last Word                              | Gloria Muzio                   | 2006年11月15日 | 1,648             |
| 32   | 10   | テロリストへの尋問                 | Lessons Learned                            | Guy Norman Bee                 | 2006年11月22日 | 1,656             |
| 33   | 11   | 殺人衝動                           | Sex, Birth, Death                          | グウィネス・ホーダー＝ペイトン | 2006年11月29日 | 1,792             |
| 34   | 12   | 疑惑のプロファイラー               | Profiler, Profiled                         | Glenn Kershaw                  | 2006年12月13日 | 1,606             |
| 35   | 13   | 史上最強の敵                       | No Way Out                                 | John Gallagher                 | 2007年1月17日  | 1,299             |
| 36   | 14   | 血塗られた黙示録                   | The Big Game                               | Gloria Muzio                   | 2007年2月4日   | 2,631             |
| 37   | 15   | 多重人格                           | Revelations                                | Guy Norman Bee                 | 2007年2月7日   | 1,627             |
| 38   | 16   | 見えない恐怖                       | Fear and Loathing                          | Rob Spera                      | 2007年2月14日  | 1,516             |
| 39   | 17   | 救難信号                           | Distress                                   | John F. Showalter              | 2007年2月21日  | 1,370             |
| 40   | 18   | ニューオーリンズの切り裂きジャック | Jones                                      | Steve Shill                    | 2007年2月28日  | 1,450             |
| 41   | 19   | 悲しみの業火                       | Ashes And Dust                             | John Gallagher                 | 2007年3月21日  | 1,519             |
| 42   | 20   | ロシアン・マフィア                 | Honor Among Thieves                        | Jesús S. Treviño               | 2007年4月11日  | 1,280             |
| 43   | 21   | 殺人ハンター                       | Open Season                                | Félix Alcalá                   | 2007年5月2日   | 1,328             |
| 44   | 22   | 出口のない迷路                     | Legacy                                     | Glenn Kershaw                  | 2007年5月9日   | 1,292             |
| 45   | 23   | 史上最強の敵 再び                  | No Way Out, Part 2: The Evilution of Frank | Edward Allen Bernero           | 2007年5月16日  | 1,321             |

### シーズン3（2007年 - 2008年）
| 通算 | 話数 | タイトル             | 原題                 | 監督                           | 米国放送日     | 視聴者数 （万人） |
| ---- | ---- | -------------------- | -------------------- | ------------------------------ | -------------- | ----------------- |
| 46   | 1    | ギデオンの決意       | Doubt                | Gloria Muzio                   | 2007年9月26日  | 1,266             |
| 47   | 2    | BAUの危機            | In Name and Blood    | Edward Allen Bernero           | 2007年10月3日  | 1,456             |
| 48   | 3    | おびえて眠れ         | Scared to Death      | Félix Alcalá                   | 2007年10月10日 | 1,455             |
| 49   | 4    | 暗闇の子供たち       | Children of the Dark | Guy Norman Bee                 | 2007年10月17日 | 1,503             |
| 50   | 5    | 空白の7秒            | Seven Seconds        | John Gallagher                 | 2007年10月24日 | 1,505             |
| 51   | 6    | 伝説のプロファイラー | About Face           | Skipp Sudduth                  | 2007年10月31日 | 1,494             |
| 52   | 7    | 地上の王国           | Identity             | グウィネス・ホーダー＝ペイトン | 2007年11月7日  | 1,465             |
| 53   | 8    | 悪魔の囁き           | Lucky                | Steve Boyum                    | 2007年11月14日 | 1,573             |
| 54   | 9    | ペネロープ           | Penelope             | Félix Alcalá                   | 2007年11月21日 | 1,588             |
| 55   | 10   | ダーク・ヒーロー     | True Night           | Edward Allen Bernero           | 2007年11月28日 | 1,623             |
| 56   | 11   | 父の記憶             | Birthright           | John Gallagher                 | 2007年12月12日 | 1,418             |
| 57   | 12   | 父の過去、娘の秘密   | 3rd Life             | Anthony Hemingway              | 2008年1月9日   | 1,430             |
| 58   | 13   | 野心の果て           | Limelight            | Glenn Kershaw                  | 2008年1月23日  | 1,267             |
| 59   | 14   | 20年目の決着         | Damaged              | Edward Allen Bernero           | 2008年4月2日   | 1,281             |
| 60   | 15   | 死の天使             | A Higher Power       | Pascal Verschooris             | 2008年4月9日   | 1,333             |
| 61   | 16   | トラウマ             | Elephant's Memory    | ボビー・ロス                   | 2008年4月16日  | 1,298             |
| 62   | 17   | 灼熱の街             | In Heat              | John Gallagher                 | 2008年4月30日  | 1,303             |
| 63   | 18   | 忍び寄るストーカー   | The Crossing         | Guy Norman Bee                 | 2008年5月7日   | 1,288             |
| 64   | 19   | 記憶を失くした殺人犯 | Tabula Rasa          | Steve Boyum                    | 2008年5月14日  | 1,288             |
| 65   | 20   | ニューヨークに潜む罠 | Lo-Fi                | Glenn Kershaw                  | 2008年5月21日  | 1,315             |

### シーズン4（2008年 - 2009年）
| 通算 | 話数 | タイトル               | 原題                    | 監督                           | 米国放送日     | 視聴者数 （万人） |
| ---- | ---- | ---------------------- | ----------------------- | ------------------------------ | -------------- | ----------------- |
| 66   | 1    | 闇に消えたテロリスト   | Mayhem                  | Edward Allen Bernero           | 2008年9月24日  | 1,701             |
| 67   | 2    | エンジェルメーカー     | The Angel Maker         | Glenn Kershaw                  | 2008年10月1日  | 1,478             |
| 68   | 3    | カルト教団の行方       | Minimal Loss            | Félix Alcalá                   | 2008年10月8日  | 1,619             |
| 69   | 4    | 地獄の楽園             | Paradise                | John Gallagher                 | 2008年10月22日 | 1,501             |
| 70   | 5    | 殺人ロード             | Catching Out            | Charles Haid                   | 2008年10月29日 | 1,397             |
| 71   | 6    | 幼児誘拐               | The Instincts           | Rob Spera                      | 2008年11月5日  | 1,430             |
| 72   | 7    | 悪夢の結末             | Memoriam                | Guy Norman Bee                 | 2008年11月12日 | 1,483             |
| 73   | 8    | 死の数列               | Masterpiece             | ポール・マイケル・グレイザー   | 2008年11月19日 | 1,633             |
| 74   | 9    | 危険な出会い           | 52 Pickup               | ボビー・ロス                   | 2008年11月26日 | 1,411             |
| 75   | 10   | 殉職警官               | Brothers in Arms        | Glenn Kershaw                  | 2008年12月10日 | 1,468             |
| 76   | 11   | ありふれた狂気         | Normal                  | Steve Boyum                    | 2008年12月17日 | 1,516             |
| 77   | 12   | ソウルメイト           | Soul Mates              | John Gallagher                 | 2009年1月14日  | 1,378             |
| 78   | 13   | 逃亡家族               | Bloodline               | ティム・マシスン               | 2009年1月21日  | 1,382             |
| 79   | 14   | 愛しき骸               | Cold Comfort            | Anna J. Foerster               | 2009年2月11日  | 1,248             |
| 80   | 15   | コピーキャット         | Zoe's Reprise           | Charles S. Carroll             | 2009年2月18日  | 1,454             |
| 81   | 16   | コールガール           | Pleasure Is My Business | グウィネス・ホーダー＝ペイトン | 2009年2月25日  | 1,393             |
| 82   | 17   | 悪魔払い               | Demonology              | Edward Allen Bernero           | 2009年3月11日  | 1,434             |
| 83   | 18   | リーパー               | Omnivore                | Nelson McCormick               | 2009年3月18日  | 1,374             |
| 84   | 19   | 連続放火犯             | House on Fire           | Félix Alcalá                   | 2009年3月25日  | 1,436             |
| 85   | 20   | 2人の殺人鬼            | Conflicted              | ジェイソン・アレクサンダー     | 2009年4月8日   | 1,361             |
| 86   | 21   | 灰色の陰               | A Shade of Gray         | カレン・ガヴィオラ             | 2009年4月22日  | 1,372             |
| 87   | 22   | 闇夜に浮かぶ観覧車     | The Big Wheel           | Rob Hardy                      | 2009年4月29日  | 1,361             |
| 88   | 23   | トラック・キラー       | Roadkill                | Steve Boyum                    | 2009年5月6日   | 1,413             |
| 89   | 24   | バイオテロリストを追え | Amplification           | John Gallagher                 | 2009年5月13日  | 1,337             |
| 90   | 25   | 地獄からの帰還: 前編   | To Hell…                | Charles Haid                   | 2009年5月20日  | 1,399             |
| 91   | 26   | 地獄からの帰還: 後編   | …And Back               | Edward Allen Bernero           | 2009年5月20日  | 1,399             |

### シーズン5（2009年 - 2010年）
| 通算 | 話数 | タイトル               | 原題                    | 監督                         | 米国放送日     | 視聴者数 （万人） |
| ---- | ---- | ---------------------- | ----------------------- | ---------------------------- | -------------- | ----------------- |
| 92   | 1    | 死神の再来             | Nameless, Faceless      | Charles S. Carroll           | 2009年9月23日  | 1,585             |
| 93   | 2    | 閉ざされた記憶         | Haunted                 | ジョン・カサー               | 2009年9月30日  | 1,424             |
| 94   | 3    | 仕置き人               | Reckoner                | カレン・ガヴィオラ           | 2009年10月7日  | 1,405             |
| 95   | 4    | 破壊者の群れ           | Hopeless                | Félix Alcalá                 | 2009年10月14日 | 1,392             |
| 96   | 5    | 墓場のゆりかご         | Cradle to Grave         | Rob Spera                    | 2009年10月21日 | 1,427             |
| 97   | 6    | その眼は見ていた       | The Eyes Have It        | Glenn Kershaw                | 2009年11月4日  | 1,255             |
| 98   | 7    | 都会のヴァンパイア     | The Performer           | ジョン・バダム               | 2009年11月11日 | 1,277             |
| 99   | 8    | 蘇ったキツネ           | Outfoxed                | John Gallagher               | 2009年11月18日 | 1,370             |
| 100  | 9    | 死神との決着           | 100                     | Edward Allen Bernero         | 2009年11月25日 | 1,361             |
| 101  | 10   | 恋愛シミュレーター     | The Slave of Duty       | Charles Haid                 | 2009年12月9日  | 1,443             |
| 102  | 11   | 復讐の逃避行           | Retaliation             | Félix Alcalá                 | 2009年12月16日 | 1,468             |
| 103  | 12   | 人形の館               | The Uncanny Valley      | Anna J. Foerster             | 2010年1月13日  | 1,390             |
| 104  | 13   | リスキーゲーム         | Risky Business          | Rob Spera                    | 2010年1月20日  | 1,491             |
| 105  | 14   | 仮面の男               | Parasite                | Charles S. Carroll           | 2010年2月3日   | 1,475             |
| 106  | 15   | 民衆の敵               | Public Enemy            | Nelson McCormick             | 2010年2月10日  | 1,433             |
| 107  | 16   | 母の祈り               | Mosley Lane             | マシュー・グレイ・ギュブラー | 2010年3月3日   | 1,300             |
| 108  | 17   | 寂しい王様             | Solitary Man            | Rob Hardy                    | 2010年3月10日  | 1,329             |
| 109  | 18   | 2つのBAU               | The Fight               | Richard Shepard              | 2010年4月7日   | 1,270             |
| 110  | 19   | 死を呼ぶ砂漠           | A Rite of Passage       | John Gallagher               | 2010年4月14日  | 1,244             |
| 111  | 20   | 呪われたタトゥー       | ...A Thousand Words     | Rosemary Rodriguez           | 2010年5月5日   | 1,239             |
| 112  | 21   | アラスカのハンター     | Exit Wounds             | Charles S. Carroll           | 2010年5月12日  | 1,307             |
| 113  | 22   | インターネットは永遠に | The Internet Is Forever | Glenn Kershaw                | 2010年5月19日  | 1,325             |
| 114  | 23   | 暗闇の殺人鬼           | Our Darkest Hour        | Edward Allen Bernero         | 2010年5月26日  | 1,297             |

### シーズン6（2010年 - 2011年）
全24話。シーズンの大きな敵としては、シーズン５から続いている暗闇の王子ことビリー・フリンと、プレンティス殺害をもくろみBAUをピンチに追い詰めた国際的なテロリストのイアン・ドイル。
| 通算 | 話数 | タイトル               | 原題                       | 監督                         | 米国放送日     | 視聴者数 （万人） |
| ---- | ---- | ---------------------- | -------------------------- | ---------------------------- | -------------- | ----------------- |
| 115  | 1    | 明けない夜             | The Longest Night          | Edward Allen Bernero         | 2010年9月22日  | 1,413             |
| 116  | 2    | JJ                     | JJ                         | Charles S. Carroll           | 2010年9月29日  | 1,457 シーズン2位 |
| 117  | 3    | 殺しの記憶             | Remembrance of Things Past | Glenn Kershaw                | 2010年10月6日  | 1,387             |
| 118  | 4    | 快楽の代償             | Compromising Positions     | Guy Norman Bee               | 2010年10月13日 | 1,400             |
| 119  | 5    | 安全地帯               | Safe Haven                 | Andy Wolk                    | 2010年10月20日 | 1,446             |
| 120  | 6    | デビルズ・ナイト       | Devil's Night              | Charles Haid                 | 2010年10月27日 | 1,394             |
| 121  | 7    | 2番目の男              | Middle Man                 | Rob Spera                    | 2010年11月3日  | 1,458 シーズン1位 |
| 122  | 8    | 銀幕の女王             | Reflection of Desire       | Anna J. Foerster             | 2010年11月10日 | 1,256             |
| 123  | 9    | 帰れない森             | Into the Woods             | Glenn Kershaw                | 2010年11月17日 | 1.439 シーズン3位 |
| 124  | 10   | シリアルキラーの娘     | What Happens at Home       | Jan Eliasberg                | 2010年12月8日  | 1,423             |
| 125  | 11   | 25年目の真実           | 25 to Life                 | Charles S. Carroll           | 2010年12月15日 | 1,377             |
| 126  | 12   | 魂を呼ぶ者             | Corazon                    | John Gallagher               | 2011年1月19日  | 1,202             |
| 127  | 13   | 殺人カップル           | The Thirteenth Step        | Doug Aarniokoski             | 2011年1月26日  | 1,277             |
| 128  | 14   | タクシードライバー     | Sense Memory               | Rob Spera                    | 2011年2月9日   | 1,367             |
| 129  | 15   | 善意の罠               | Today I Do                 | Ali Selim                    | 2011年2月16日  | 1,285             |
| 130  | 16   | 哀しきメロディー       | Coda                       | Rob Hardy                    | 2011年2月23日  | 1,315             |
| 131  | 17   | 過去からの暗殺者       | Valhalla                   | Charles S. Carroll           | 2011年3月2日   | 1,437             |
| 132  | 18   | もう一人のプレンティス | Lauren                     | マシュー・グレイ・ギュブラー | 2011年3月16日  | 1,373             |
| 133  | 19   | 共犯者                 | With Friends Like These    | Anna J. Foerster             | 2011年3月30日  | 1,305             |
| 134  | 20   | 傷を負った女           | Hanley Waters              | Jesse Warn                   | 2011年4月6日   | 1,408             |
| 135  | 21   | 歪んだ愛               | The Stranger               | Nelson McCormick             | 2011年4月13日  | 1,359             |
| 136  | 22   | 光閉ざされて           | Out of the Light           | Doug Aarniokoski             | 2011年5月4日   | 1,290             |
| 137  | 23   | 海の牢獄               | Big Sea                    | Glenn Kershaw                | 2011年5月11日  | 1,329             |
| 138  | 24   | 終わりなき闘い         | Supply & Demand            | Charles S. Carroll           | 2011年5月18日  | 1,284             |

### シーズン7（2011年 - 2012年）
| 通算 | 話数 | タイトル           | 原題                       | 監督                         | 米国放送日     | 視聴者数 （万人） |
| ---- | ---- | ------------------ | -------------------------- | ---------------------------- | -------------- | ----------------- |
| 139  | 1    | 家族の絆           | It Takes a Village         | Glenn Kershaw                | 2011年9月21日  | 1,414             |
| 140  | 2    | 虚構の愛           | Proof                      | カレン・ガヴィオラ           | 2011年9月28日  | 1,258             |
| 141  | 3    | 抜け出せない迷宮   | Dorado Falls               | Félix Alcalá                 | 2011年10月5日  | 1,343             |
| 142  | 4    | 失われた痛み       | Painless                   | Larry Teng                   | 2011年10月12日 | 1,287             |
| 143  | 5    | 母と子             | From Childhood's Hour      | Anna J. Foerster             | 2011年10月19日 | 1,315             |
| 144  | 6    | よみがえり         | Epilogue                   | ガイ・ファーランド           | 2011年11月2日  | 1,294             |
| 145  | 7    | ストームチェイサー | There's No Place Like Home | Rob Spera                    | 2011年11月9日  | 1,136             |
| 146  | 8    | ホープ             | Hope                       | Michael Watkins              | 2011年11月16日 | 1,272             |
| 147  | 9    | 死の行軍           | Self-Fulfilling Prophecy   | Charlie Haid                 | 2011年12月7日  | 1,241             |
| 148  | 10   | 血に染まった拳     | The Bittersweet Science    | Rob Hardy                    | 2011年12月14日 | 1,288             |
| 149  | 11   | 天才 vs. 天才      | True Genius                | Glenn Kershaw                | 2012年1月18日  | 1,300             |
| 150  | 12   | ピアノマン         | Unknown Subject            | Michael Lange                | 2012年1月25日  | 1,382             |
| 151  | 13   | 愛しきナンバー8    | Snake Eyes                 | Doug Aarniokoski             | 2012年2月8日   | 1,331             |
| 152  | 14   | 罪と罰             | Closing Time               | Jesse Warn                   | 2012年2月15日  | 1,219             |
| 153  | 15   | 殺人キャンペーン   | A Thin Line                | Michael Watkins              | 2012年2月22日  | 1,278             |
| 154  | 16   | つぐない           | A Family Affair            | Rob Spera                    | 2012年2月29日  | 1,254             |
| 155  | 17   | 禁断の果実         | I Love You, Tommy Brown    | John Terlesky                | 2012年3月14日  | 1,143             |
| 156  | 18   | 翼                 | Foundation                 | Dermott Downs                | 2012年3月21日  | 1,209             |
| 157  | 19   | 悪魔の花嫁         | Heathridge Manor           | マシュー・グレイ・ギュブラー | 2012年4月4日   | 1,134             |
| 158  | 20   | 奴隷契約           | The Company                | Nelson McCormick             | 2012年4月11日  | 1,181             |
| 159  | 21   | 金髪コレクター     | Divining Rod               | Doug Aarniokoski             | 2012年5月2日   | 1,147             |
| 160  | 22   | プロファイラー入門 | Profiling 101              | Félix Alcalá                 | 2012年5月9日   | 1,162             |
| 161  | 23   | 仮面強盗: 前編     | Hit                        | Michael Lange                | 2012年5月16日  | 1,368             |
| 162  | 24   | 仮面強盗: 後編     | Run                        | Glenn Kershaw                | 2012年5月16日  | 1,368             |

### シーズン8（2012年 - 2013年）
| 通算 | 話数 | タイトル               | 原題                      | 監督                         | 米国放送日     | 視聴者数 （万人） |
| ---- | ---- | ---------------------- | ------------------------- | ---------------------------- | -------------- | ----------------- |
| 163  | 1    | 沈黙の逃亡者           | The Silencer              | Glenn Kershaw                | 2012年9月26日  | 1,173             |
| 164  | 2    | 処刑同盟               | The Pact                  | カレン・ガヴィオラ           | 2012年10月10日 | 1,149             |
| 165  | 3    | 家族ゲーム             | Through the Looking Glass | Dermott Downs                | 2012年10月17日 | 1,181             |
| 166  | 4    | 神コンプレックス       | God Complex               | Larry Teng                   | 2012年10月24日 | 1,161             |
| 167  | 5    | 鮮血の大地             | The Good Earth            | Anna J. Foerster             | 2012年10月31日 | 1,199             |
| 168  | 6    | 殺しの教室             | The Apprenticeship        | Rob Bailey                   | 2012年11月7日  | 1,209             |
| 169  | 7    | 英雄との再会           | The Fallen                | Doug Aarniokoski             | 2012年11月14日 | 1,220             |
| 170  | 8    | スクールバス・ジャック | The Wheels on the Bus...  | Rob Hardy                    | 2012年11月21日 | 1,153             |
| 171  | 9    | 悪を聞き、悪を見る     | Magnificent Light         | John T. Kretchmer            | 2012年11月28日 | 1,237             |
| 172  | 10   | 人形遣い               | The Lesson                | マシュー・グレイ・ギュブラー | 2012年12月5日  | 1,133             |
| 173  | 11   | 転生                   | Perennials                | Michael Lange                | 2012年12月12日 | 1,201             |
| 174  | 12   | ツークツワンク         | Zugzwang                  | Jesse Warn                   | 2013年1月16日  | 1,264             |
| 175  | 13   | 血の肖像               | Magnum Opus               | Glenn Kershaw                | 2013年1月23日  | 1,184             |
| 176  | 14   | 姉妹                   | All That Remains          | トーマス・ギブソン           | 2013年2月6日   | 1,198             |
| 177  | 15   | 622                    | Broken                    | Larry Teng                   | 2013年2月20日  | 1,069             |
| 178  | 16   | レプリケーター         | Carbon Copy               | Rob Hardy                    | 2013年2月27日  | 1,033             |
| 179  | 17   | 死小説                 | The Gathering             | Michael Lange                | 2013年3月20日  | 1,158             |
| 180  | 18   | 光と影                 | Restoration               | Félix Alcalá                 | 2013年4月3日   | 1,079             |
| 181  | 19   | タイムカプセル         | Pay It Forward            | John Terlesky                | 2013年4月10日  | 1,147             |
| 182  | 20   | 錬金術                 | Alchemy                   | マシュー・グレイ・ギュブラー | 2013年5月1日   | 1,013             |
| 183  | 21   | 子守キラー             | Nanny Dearest             | Doug Aarniokoski             | 2013年5月8日   | 1,008             |
| 184  | 22   | 夫婦の誓い             | #6                        | カレン・ガヴィオラ           | 2013年5月15日  | 1,056             |
| 185  | 23   | ホッチナー兄弟         | Brothers Hotchner         | Rob Bailey                   | 2013年5月22日  | 1,101             |
| 186  | 24   | レプリケーターの正体   | The Replicator            | Glenn Kershaw                | 2013年5月22日  | 1,101             |

### シーズン9（2013年 - 2014年）
| 通算 | 話数 | タイトル                 | 原題                           | 監督                         | 米国放送日     | 視聴者数 （万人） |
| ---- | ---- | ------------------------ | ------------------------------ | ---------------------------- | -------------- | ----------------- |
| 187  | 1    | インスピレーション: 前編 | The Inspiration                | Glenn Kershaw                | 2013年9月25日  | 1,127             |
| 188  | 2    | インスピレーション: 後編 | The Inspired                   | Larry Teng                   | 2013年10月2日  | 1,112             |
| 189  | 3    | 最後の銃声               | Final Shot                     | Bethany Rooney               | 2013年10月9日  | 1,098             |
| 190  | 4    | 声なき目撃者             | To Bear Witness                | Rob Bailey                   | 2013年10月16日 | 1,106             |
| 191  | 5    | 66号線                   | Route 66                       | Doug Aarniokoski             | 2013年10月22日 | 1,155             |
| 192  | 6    | 魔女裁判                 | In the Blood                   | Michael Lange                | 2013年10月30日 | 1,064             |
| 193  | 7    | 地獄の門番               | Gatekeeper                     | マシュー・グレイ・ギュブラー | 2013年11月6日  | 970               |
| 194  | 8    | 少年兵士                 | The Return                     | John Terlesky                | 2013年11月13日 | 1,163             |
| 195  | 9    | 奇妙な果実               | Strange Fruit                  | Constantine Makris           | 2013年11月20日 | 1,240             |
| 196  | 10   | いたずら電話             | The Caller                     | Rob Bailey                   | 2013年11月27日 | 1,110             |
| 197  | 11   | 怒りの鉄拳               | Bully                          | Glenn Kershaw                | 2013年12月11日 | 1,119             |
| 198  | 12   | ブラック・クイーン       | The Black Queen                | Tawnia McKiernan             | 2014年1月15日  | 1,035             |
| 199  | 13   | 帰郷                     | The Road Home                  | ジョー・マンテーニャ         | 2014年1月22日  | 1,035             |
| 200  | 14   | 200                      | 200                            | Larry Teng                   | 2014年2月5日   | 1,292             |
| 201  | 15   | アンダーソン夫婦の悩み   | Mr. & Mrs. Anderson            | Félix Alcalá                 | 2014年2月19日  | 1,006             |
| 202  | 16   | 天使の失踪               | Gabby                          | トーマス・ギブソン           | 2014年2月26日  | 942               |
| 203  | 17   | トンネルの魔術師         | Persuasion                     | Rob Lieberman                | 2014年3月5日   | 1,142             |
| 204  | 18   | 渇いた牙                 | Rabid                          | Doug Aarniokoski             | 2014年3月12日  | 1,074             |
| 205  | 19   | 記憶の稜線               | The Edge of Winter             | Hanelle Culpepper            | 2014年3月19日  | 1,014             |
| 206  | 20   | 報復                     | Blood Relations                | マシュー・グレイ・ギュブラー | 2014年4月2日   | 1,047             |
| 207  | 21   | 獣たちの祝宴             | What Happens in Mecklinburg... | Rob Hardy                    | 2014年4月9日   | 985               |
| 208  | 22   | テセウスの迷宮           | Fatal                          | Larry Teng                   | 2014年4月30日  | 1,030             |
| 209  | 23   | 天使と悪魔: 前編         | Angels                         | Rob Bailey                   | 2014年5月7日   | 1,052             |
| 210  | 24   | 天使と悪魔: 後編         | Demons                         | Glenn Kershaw                | 2014年5月14日  | 1,203             |

### シーズン10（2014年 - 2015年）
| 通算 | 話数 | タイトル                       | 原題                       | 監督                         | 米国放送日     | 視聴者数 （万人） |
| ---- | ---- | ------------------------------ | -------------------------- | ---------------------------- | -------------- | ----------------- |
| 211  | 1    | 容疑者X                        | X                          | Glenn Kershaw                | 2014年10月1日  | 1,174             |
| 212  | 2    | 地獄めぐり                     | Burn                       | カレン・ガヴィオラ           | 2014年10月8日  | 1,057             |
| 213  | 3    | 千の太陽                       | A Thousand Suns            | Rob Bailey                   | 2014年10月15日 | 1,089             |
| 214  | 4    | 不平のかゆみ                   | The Itch                   | Larry Teng                   | 2014年10月22日 | 992               |
| 215  | 5    | 箱の中のハロウィーン           | Boxed In                   | トーマス・ギブソン           | 2014年10月29日 | 1,048             |
| 216  | 6    | ガラスの靴                     | If the Shoe Fits           | Bethany Rooney               | 2014年11月5日  | 978               |
| 217  | 7    | ハッシュタグ                   | Hashtag                    | Constantine Makris           | 2014年11月12日 | 1,035             |
| 218  | 8    | サドワース・プレイスの少年たち | The Boys of Sudworth Place | Laura Belsey                 | 2014年11月19日 | 1,068             |
| 219  | 9    | 宿命のナイフ                   | Fate                       | Rob Bailey                   | 2014年11月26日 | 1,100             |
| 220  | 10   | アメリア・ポーター             | Amelia Porter              | Alrick Riley                 | 2014年12月10日 | 1,012             |
| 221  | 11   | 永遠の人々                     | The Forever People         | Tawnia McKiernan             | 2015年1月14日  | 1,031             |
| 222  | 12   | 英雄の死                       | Anonymous                  | ジョー・マンテーニャ         | 2015年1月21日  | 1,029             |
| 223  | 13   | ギデオンの遺言                 | Nelson's Sparrow           | Glenn Kershaw                | 2015年1月28日  | 1,070             |
| 224  | 14   | ヒーロー崇拝                   | Hero Worship               | Larry Teng                   | 2015年2月4日   | 1,048             |
| 225  | 15   | 過去からの叫び声               | Scream                     | Hanelle Culpepper            | 2015年2月11日  | 989               |
| 226  | 16   | ロックダウン                   | Lockdown                   | トーマス・ギブソン           | 2015年3月4日   | 1,037             |
| 227  | 17   | 禁断のプレイ                   | Breath Play                | Hanelle Culpepper            | 2015年3月11日  | 1,032             |
| 228  | 18   | 議員夫人の誘拐                 | Rock Creek Park            | Félix Alcalá                 | 2015年3月25日  | 1,008             |
| 229  | 19   | 国外捜査                       | Beyond Borders             | Glenn Kershaw                | 2015年4月8日   | 1,039             |
| 230  | 20   | 惨劇の食卓                     | A Place at the Table       | Laura Belsey                 | 2015年4月15日  | 1,037             |
| 231  | 21   | かぎ爪の怪物                   | Mr. Scratch                | マシュー・グレイ・ギュブラー | 2015年4月22日  | 1,006             |
| 232  | 22   | 正義の人                       | Protection                 | Tawnia McKiernan             | 2015年4月29日  | 872               |
| 233  | 23   | 人身売買                       | The Hunt                   | Glenn Kershaw                | 2015年5月6日   | 961               |

### シーズン11（2015年 - 2016年）
| 通算 | 話数 | タイトル               | 原題                  | 監督                         | 米国放送日     | 視聴者数 （万人） |
| ---- | ---- | ---------------------- | --------------------- | ---------------------------- | -------------- | ----------------- |
| 234  | 1    | 白い仮面               | The Job               | Glenn Kershaw                | 2015年9月30日  | 1,008             |
| 235  | 2    | 目撃者                 | The Witness           | John Terlesky                | 2015年10月7日  | 908               |
| 236  | 3    | 死がふたりを分かつまで | 'Til Death Do Us Part | ジョー・マンテーニャ         | 2015年10月14日 | 908               |
| 237  | 4    | 無法者の町             | Outlaw                | Larry Teng                   | 2015年10月21日 | 847               |
| 238  | 5    | 暗闇のアーティスト     | The Night Watch       | トーマス・ギブソン           | 2015年10月28日 | 764               |
| 239  | 6    | 牧師の過ち             | Pariahville           | Félix Alcalá                 | 2015年11月4日  | 779               |
| 240  | 7    | 危険なキャンパス       | Target Rich           | Glenn Kershaw                | 2015年11月11日 | 851               |
| 241  | 8    | 覚醒                   | Awake                 | Christoph Schrewe            | 2015年11月18日 | 814               |
| 242  | 9    | 二重スパイ             | Internal Affairs      | Diana C. Valentine           | 2015年12月2日  | 875               |
| 243  | 10   | 完璧な未来             | Future Perfect        | Laura Belsey                 | 2015年12月9日  | 927               |
| 244  | 11   | エントロピー           | Entropy               | Heather Cappiello            | 2016年1月13日  | 933               |
| 245  | 12   | あいのり               | Drive                 | Tawnia McKiernan             | 2016年1月20日  | 925               |
| 246  | 13   | 歪んだ絆               | The Bond              | Hanelle Culpepper            | 2016年1月27日  | 922               |
| 247  | 14   | 地下室の少女たち       | Hostage               | Bethany Rooney               | 2016年2月10日  | 897               |
| 248  | 15   | バッジと拳銃           | A Badge and a Gun     | Rob Bailey                   | 2016年2月24日  | 864               |
| 249  | 16   | デレク                 | Derek                 | トーマス・ギブソン           | 2016年3月2日   | 932               |
| 250  | 17   | 砂時計                 | The Sandman           | ジョー・マンテーニャ         | 2016年3月16日  | 980               |
| 251  | 18   | 美しき惨事             | A Beautiful Disaster  | マシュー・グレイ・ギュブラー | 2016年3月23日  | 1,094             |
| 252  | 19   | 模倣犯                 | Tribute               | Tawnia McKiernan             | 2016年3月30日  | 917               |
| 253  | 20   | 内なる輝き             | Inner Beauty          | Alec Smight                  | 2016年4月13日  | 881               |
| 254  | 21   | 悪魔の背骨             | Devil's Backbone      | Félix Alcalá                 | 2016年4月20日  | 914               |
| 255  | 22   | 嵐                     | The Storm             | Glenn Kershaw                | 2016年5月4日   | 884               |

### シーズン12（2016年 - 2017年）
| 通算 | 話数 | タイトル             | 原題                  | 監督                         | 米国放送日     | 視聴者数 （万人） |
| ---- | ---- | -------------------- | --------------------- | ---------------------------- | -------------- | ----------------- |
| 256  | 1    | クリムゾン・キング   | The Crimson King      | Glenn Kershaw                | 2016年9月28日  | 892               |
| 257  | 2    | 深夜の語らい         | Sick Day              | Larry Teng                   | 2016年10月5日  | 762               |
| 258  | 3    | タブー               | Taboo                 | Alec Smight                  | 2016年10月12日 | 840               |
| 259  | 4    | 森の守り人           | Keeper                | Sharat Raju                  | 2016年10月26日 | 766               |
| 260  | 5    | テロ対策部隊         | The Anti-Terror Squad | Tawnia McKiernan             | 2016年11月9日  | 737               |
| 261  | 6    | エリオットの池       | Elliott's Pond        | マシュー・グレイ・ギュブラー | 2016年11月16日 | 762               |
| 262  | 7    | 弟と名乗る男         | Mirror Image          | ジョー・マンテーニャ         | 2016年11月30日 | 744               |
| 263  | 8    | 案山子               | Scarecrow             | Christoph Schrewe            | 2016年12月7日  | 777               |
| 264  | 9    | プロファイラー専科   | Profiling 202         | Rob Bailey                   | 2017年1月4日   | 727               |
| 265  | 10   | やつらを破壊せよ     | Seek and Destroy      | Diana C. Valentine           | 2017年1月11日  | 754               |
| 266  | 11   | 陥没                 | Surface Tension       | Oz Scott                     | 2017年2月1日   | 745               |
| 267  | 12   | よき夫               | A Good Husband        | Laura Belsey                 | 2017年2月8日   | 670               |
| 268  | 13   | スペンサー           | Spencer               | Glenn Kershaw                | 2017年2月15日  | 734               |
| 269  | 14   | 制御不能             | Collision Course      | Alec Smight                  | 2017年2月22日  | 733               |
| 270  | 15   | 獄中の洗礼           | Alpha Male            | Rob Bailey                   | 2017年3月1日   | 654               |
| 271  | 16   | ボーン・クラッシャー | Assistance Is Futile  | Leon Ichaso                  | 2017年3月15日  | 750               |
| 272  | 17   | 昼と夜の狭間         | In the Dark           | Diana C. Valentine           | 2017年3月22日  | 746               |
| 273  | 18   | ヘルズ・キッチン     | Hell's Kitchen        | Simon Mirren                 | 2017年3月29日  | 688               |
| 274  | 19   | 砂漠の処刑場         | True North            | ジョー・マンテーニャ         | 2017年4月5日   | 704               |
| 275  | 20   | 忘れじの人           | Unforgettable         | カルロス・バーナード         | 2017年4月26日  | 691               |
| 276  | 21   | グリーンライト       | Green Light           | Alec Smight                  | 2017年5月3日   | 737               |
| 277  | 22   | レッドライト         | Red Light             | Glenn Kershaw                | 2017年5月10日  | 812               |

### シーズン13（2017年 - 2018年）
| 通算 | 話数 | タイトル               | 原題                 | 監督                         | 米国放送日     | 視聴者数 （万人） |
| ---- | ---- | ---------------------- | -------------------- | ---------------------------- | -------------- | ----------------- |
| 278  | 1    | 出発                   | Wheels Up            | Glenn Kershaw                | 2017年9月27日  | 700               |
| 279  | 2    | 黄色いスーツケース     | To a Better Place    | Diana C. Valentine           | 2017年10月4日  | 617               |
| 280  | 3    | ブルー・エンジェル     | Blue Angel           | Sharat Raju                  | 2017年10月11日 | 587               |
| 281  | 4    | キラー・アプリ         | Killer App           | Alec Smight                  | 2017年10月18日 | 594               |
| 282  | 5    | ラッキー・ストライク   | Lucky Strikes        | Tawnia McKiernan             | 2017年10月25日 | 591               |
| 283  | 6    | シェルター             | The Bunker           | アイシャ・タイラー           | 2017年11月8日  | 550               |
| 284  | 7    | 千の切り傷             | Dust and Bones       | Marcus Stoke                 | 2017年11月15日 | 564               |
| 285  | 8    | ネオンと銃弾           | Neon Terror          | Bethany Rooney               | 2017年11月22日 | 631               |
| 286  | 9    | ロズウェルでの対話     | False Flag           | ジョー・マンテーニャ         | 2017年12月6日  | 534               |
| 287  | 10   | 水没                   | Submerged            | Rob Bailey                   | 2018年1月3日   | 541               |
| 288  | 11   | ある町の秘密           | Full-Tilt Boogie     | Simon Mirren                 | 2018年1月10日  | 570               |
| 289  | 12   | セントラルパークの狼男 | Bad Moon on the Rise | Christoph Schrewe            | 2018年1月17日  | 563               |
| 290  | 13   | 杖とヘビ               | Cure                 | Glenn Kershaw                | 2018年1月24日  | 530               |
| 291  | 14   | 瘴気                   | Miasma               | Leon Ichaso                  | 2018年1月31日  | 542               |
| 292  | 15   | シェアハウスの殺人     | Annihilator          | Rob Bailey                   | 2018年3月7日   | 504               |
| 293  | 16   | 最後の抵抗             | Last Gasp            | アダム・ロドリゲス           | 2018年3月14日  | 569               |
| 294  | 17   | 殺人ピエロ             | The Capilanos        | マシュー・グレイ・ギュブラー | 2018年3月21日  | 526               |
| 295  | 18   | 愛のダンス             | The Dance of Love    | ジョー・マンテーニャ         | 2018年3月28日  | 659               |
| 296  | 19   | オフィス籠城           | Ex Parte             | リリー・マライエ             | 2018年4月4日   | 590               |
| 297  | 20   | ハプニング             | All You Can Eat      | Diana C. Valentine           | 2018年4月11日  | 520               |
| 298  | 21   | 消えない音             | Mixed Signals        | Alec Smight                  | 2018年4月18日  | 592               |
| 299  | 22   | 決着                   | Believer             | Glenn Kershaw                | 539            |                   |

### シーズン14（2018年 - 2019年）
| 通算 | 話数 | タイトル             | 原題            | 監督                         | 米国放送日     | 米国の視聴者 （数百万人） |
| ---- | ---- | -------------------- | --------------- | ---------------------------- | -------------- | ------------------------- |
| 300  | 1    | 奪われた舌骨         | 300             | Glenn Kershaw                | 2018年10月3日  | 4.45                      |
| 301  | 2    | ミイラ屋敷           | Starter Home    | Diana C. Valentine           | 2018年10月10日 | 4.65                      |
| 302  | 3    | 死体配達人           | Rule 34         | Alec Smight                  | 2018年10月17日 | 4.42                      |
| 303  | 4    | 無垢なるもの         | Innocence       | Lily Mariye                  | 2018年10月24日 | 4.29                      |
| 304  | 5    | 背の高い男           | The Tall Man    | マシュー・グレイ・ギュブラー | 2018年10月31日 | 4.41                      |
| 305  | 6    | ルーク               | Luke            | ジョー・マンテーニャ         | 2018年11月7日  | 4.52                      |
| 306  | 7    | 27分                 | Twenty Seven    | Sharat Raju                  | 2018年11月14日 | 5.50                      |
| 307  | 8    | 理想の家族           | Ashley          | アダム・ロドリゲス           | 2018年11月21日 | 4.50                      |
| 308  | 9    | 折れた翼             | Broken Wing     | Aisha Tyler                  | 2018年12月5日  | 4.50                      |
| 309  | 10   | 肉と血               | Flesh and Blood | Christopher Barbour          | 2018年12月12日 | 5.43                      |
| 310  | 11   | 闇に潜むハンター     | Night Lights    | Heather Nöel Aldridge        | 2019年1月2日   | 4.92                      |
| 311  | 12   | ハーメルンの笛吹き男 | Hamelin         | Simon Mirren                 | 2019年1月9日   | 4.55                      |
| 312  | 13   | カメレオン           | Chameleon       | A・J・クック                 | 2019年1月23日  | 4.45                      |
| 313  | 14   | 悪霊の棲む家         | Sick and Evil   | Rob Bailey                   | 2019年1月30日  | 4.73                      |
| 314  | 15   | 究極の選択           | Truth or Dare   | Glenn Kershaw                | 2019年2月6日   | 4.72                      |

### シーズン15（2020年）
| 通算 | 話数 | タイトル               | 原題              | 監督                 | 米国放送日    | 米国の視聴者 （数百万人） |
| ---- | ---- | ---------------------- | ----------------- | -------------------- | ------------- | ------------------------- |
| 315  | 1    | 皮を剥ぐ男             | Under the Skin    | Nelson McCormick     | 2020年1月8日  | 4.82                      |
| 316  | 2    | 目覚め                 | Awakenings        | Alec Smight          | 2020年1月8日  | 4.4                       |
| 317  | 3    | 復讐のアルバム         | Spectator Slowing | Kevin Berlandi       | 2020年1月15日 | 4.58                      |
| 318  | 4    | 忙しい土曜日           | Saturday          | Edward Allen Bernero | 2020年1月22日 | 4.49                      |
| 319  | 5    | 狙われた兄弟           | Ghost             | Diana Valentine      | 2020年1月29日 | 5.88                      |
| 320  | 6    | デートの夜に           | Date Night        | Marcus Stokes        | 2020年2月5日  | 4.35                      |
| 321  | 7    | シュレーディンガーの猫 | Rusty             | Rachel Feldman       | 2020年2月5日  | 3.7                       |
| 322  | 8    | ファミリー・ツリー     | Family Tree       | Alec Smight          | 2020年2月12日 | 3.94                      |
| 323  | 9    | 悪魔の血               | Face Off          | Sharat Raju          | 2020年2月19日 | 5.46                      |
| 324  | 10   | そして最後に…          | And in the End    | Glenn Kershaw        | 2020年2月19日 | 5.36                      |

### シーズン16（2022年 - 2023年）
| 通算 | 話数 | タイトル           | 原題                 | 監督                 | 米国公開日     |
| ---- | ---- | ------------------ | -------------------- | -------------------- | -------------- |
| 325  | 1    | 再会の時           | Just Getting Started | Nelson McCormick     | 2022年11月24日 |
| 326  | 2    | 殺人ネットワーク   | Sicarius             | Nelson McCormick     | 2022年11月24日 |
| 327  | 3    | 札付きの男         | Moose                | ジョー・マンテーニャ | 2022年12月1日  |
| 328  | 4    | 配信された惨劇     | Pay-Per-View         | アダム・ロドリゲス   | 2022年12月8日  |
| 329  | 5    | オイディプスは笑う | Oedipus Wrecks       | Sharat Raju          | 2022年12月15日 |
| 330  | 6    | 悪魔の血筋         | True Conviction      | Bethany Rooney       | 2023年1月12日  |
| 331  | 7    | 選択のとき         | What Doesn't Kill Us | アイシャ・タイラー   | 2023年1月19日  |
| 332  | 8    | 語られぬ言葉       | Forget Me Knots      | A・J・クック         | 2023年1月26日  |
| 333  | 9    | 死を想え           | Memento Mori         | Doug Aarniokoski     | 2023年2月2日   |
| 334  | 10   | 脱出               | Dead End             | Glenn Kershaw        | 2023年2月9日   |

### シーズン17（2023年 - 2024年）
| 通算 | 話数 | タイトル                           | 原題                  | 監督                 | 米国公開日    |
| ---- | ---- | ---------------------------------- | --------------------- | -------------------- | ------------- |
| 335  | 1    | ゴールドスター                     | Gold Star             | Doug Aarniokoski     | 2024年6月6日  |
| 336  | 2    | 悪魔の伝染                         | Contagion             | A・J・クック         | 2024年6月6日  |
| 337  | 3    | 死の待つ新居                       | Homesick              | アダム・ロドリゲス   | 2024年6月13日 |
| 338  | 4    | 鳥なき里のコウモリ                 | Kingdom of the Blind  | ジョー・マンテーニャ | 2024年6月20日 |
| 339  | 5    | コンスピラシー・バーサス・セオリー | Conspiracy vs. Theory | Sharat Raju          | 2024年6月27日 |
| 340  | 6    | かつての手口                       | Message in a Bottle   | Nelson McCormick     | 2024年7月4日  |
| 341  | 7    | ピラニア                           | Piranha               | アイシャ・タイラー   | 2024年7月11日 |
| 342  | 8    | ノーススター                       | North Star            | Zach Gilford         | 2024年7月18日 |
| 343  | 9    | スターズ＆ストライプス             | Stars & Stripes       | Bethany Rooney       | 2024年7月25日 |
| 344  | 10   | 最後のゴールドスター               | Save the Children     | Glenn Kershaw        | 2024年8月1日  |

## スピンオフシリーズ
『Criminal Minds: Suspect Behavior』（邦題：『クリミナル・マインド 特命捜査班レッドセル』）
2011年にフォレスト・ウィテカーを主演に迎えて製作・放送されたが、1シーズンで打ち切りとなった。サム・クーパー率いるBAUの活躍を描く。
『Criminal Minds: Beyond Borders』（邦題：『クリミナル・マインド 国際捜査班』）
本作のシーズン10中にゲイリー・シニーズを主演に迎えてパイロットエピソードが放送されシリーズ化が決定、2016年3月よりパイロットシーズン全13話が放送され、シーズン2が製作され放送されたが視聴率が振るわず当シーズンを持って打ち切りとなった
。日本では2017年2月からWOWOWで放送された。オリジナルシリーズや『Criminal Minds: Suspect Behavior』とは異なりメインキャラクターはBAUのプロファイラーではなく、ジャック・ギャレット率いる国際対応班（International Response Team、略称IRT）の活躍を描く。

## 韓国版
韓国 tvNで放送されている、本作を原作とした連続テレビドラマ。日本でのタイトルは『クリミナル・マインド:KOREA』。NCI（国家犯罪情報局）犯罪行動分析チームの活躍を描く。
CSのMnetにて2017年12月20日より日本語字幕で放送開始。WOWOWにて2018年6月1日より同じく字幕で放送開始。

### キャスト（韓国版）
- カン・ギヒョン（演 - ソン・ヒョンジュ） 
チーム長。プロファイラー
ギデオン + アーロン・ホッチナー + デヴィッド・ロッシの役周り
- キム・ヒョンジュン（演 - イ・ジュンギ） 
捜査要員。元・爆発物処理班
デレク・モーガンの役周り
- ハ・ソヌ（演 - ムン・チェウォン） 
行動分析官
エル + エミリー・プレンティスの役周り
- ナナ・ファン（演 - ユソン）
情報化要員。ハッカー
ペネロープ・ガルシアの役周り
- ユ・ミニョン（演 - イ・ソンビン）
メディア担当要員
JJの役周り
- イ・ハン（演 - コ・ユン）
捜査要員。天才
Dr.リードの役周り
- ハン・スンヘ（演 - スミ）
法医学者
- ペク・サン（演 - キム・ヨンチョル）
NCI局長
- ソ・ヘウォン（演 - オ・ヨンス）
カン・ギヒョンの妻
- カン・ハンビョル（演 - キム・ガンフン）
カン・ギヒョンの息子
- チェ・ナヨン（演 - ニューサン）
キム・ヒョンジュンの殉職した同僚の妹

#### 各話リスト
1. 殺人鬼の影
2. 少年院の闇
3. 妄想に駆られた男
4. 次なるターゲット
5. 黒い服を着た男
6. 母親宛の封書
7. 虐待の連鎖
8. 道に響く銃声
9. 消えた子どもたち
10. 疑似家族
11. 闇の執行官
12. 冷たい魔女
13. いわれのない罪
14. 知られざる過去
15. ジレンマゲーム
16. 幽霊殺人
17. 完璧な家
18. 意外な共通点
19. リーパーの影
20. 最後の闘い

## 関連書籍・ゲーム
| 書籍 |
| --- |
| - クリミナル・マインド FBI行動分析課 血のモンタージュ（2012年1月20日、ISBN 978-4-86332-367-4） - 著者はマックス・アラン・コリンズ、原案はジェフ・デイヴィス、翻訳は酒井紀子。ドラマのエピソードをノベライズしたものではなく、オリジナルノベルである。プレンティスがBAUに配属されたばかりの時期（シーズン2）が舞台となっている。原著は『Criminal Minds: Jump Cut』（2007年11月6日、ISBN 978-0-45122-318-0）。 - クリミナル・マインド FBI行動分析課 猟奇のパズル（2012年12月20日、ISBN 978-4-86491-031-6） - 著者はマックス・アラン・コリンズ、原案はジェフ・デイヴィス、翻訳は酒井紀子。ドラマのエピソードをノベライズしたものではなく、オリジナルノベルである。ロッシがBAUに復職したばかりの時期（シーズン3）が舞台となっている。原著は『Criminal Minds: Killer Profile』（2008年5月6日、ISBN 978-0-45122-382-1）。 - Criminal Minds: Finishing School（2008年11月4日、ISBN 978-0-45122-547-4） - 著者はマックス・アラン・コリンズ、原案はジェフ・デイヴィス。ドラマのエピソードをノベライズしたものではなく、オリジナルノベルである。シーズン3が舞台。日本語翻訳版は無い。 - Criminal Minds: Sociopaths, Serial Killers, and Other Deviants（2010年8月1日、ISBN 978-0-47063-625-1） - 著者はJeff Mariotte。ドラマで言及された実在の殺人犯（デビッド・バーコウィッツやヘンリー・リー・ルーカスなど）とその犯罪類型についての解説本。日本語翻訳版は無い。 |
| ゲーム |
| Criminal Minds Game（2012年4月19日） - アメリカのLegacy Gamesがダウンロード専用で発売しているWindows及びMAC用のアドベンチャーゲーム。プレイヤーは場面毎に異なるBAUメンバーを操作して事件解決を目指す。日本語翻訳版は無い。 |